# 養老鉄道養老線
養老線（ようろうせん）は、三重県桑名市の桑名駅から岐阜県揖斐郡揖斐川町の揖斐駅までを結ぶ養老鉄道の鉄道路線。
本記事では、かつてこの路線を運営していた旧養老鉄道（揖斐川電力に合併）、養老電気鉄道（伊勢電気鉄道に合併）および養老電鉄（参宮急行電鉄に合併）についても述べる。

## 概要
揖斐川流域西側を縦断する路線で、岐阜県と三重県を直結する唯一の鉄道路線でもある。多度駅から美濃高田駅までは養老山地の麓を走る。養老山脈の麓は濃尾平野に向かって扇状地が広がる地域で、扇状地によく見られる水無川や天井川が見られ、鉄道路線が川の下をトンネルでくぐる箇所がいくつもあることが、この路線の特色とも言える。沿線には多度大社や養老の滝などの名所がある。途中にある東海道本線・樽見鉄道樽見線乗り換え駅の大垣駅は、桑名方面と揖斐方面との線路が合流するスイッチバック形の配線となっている。

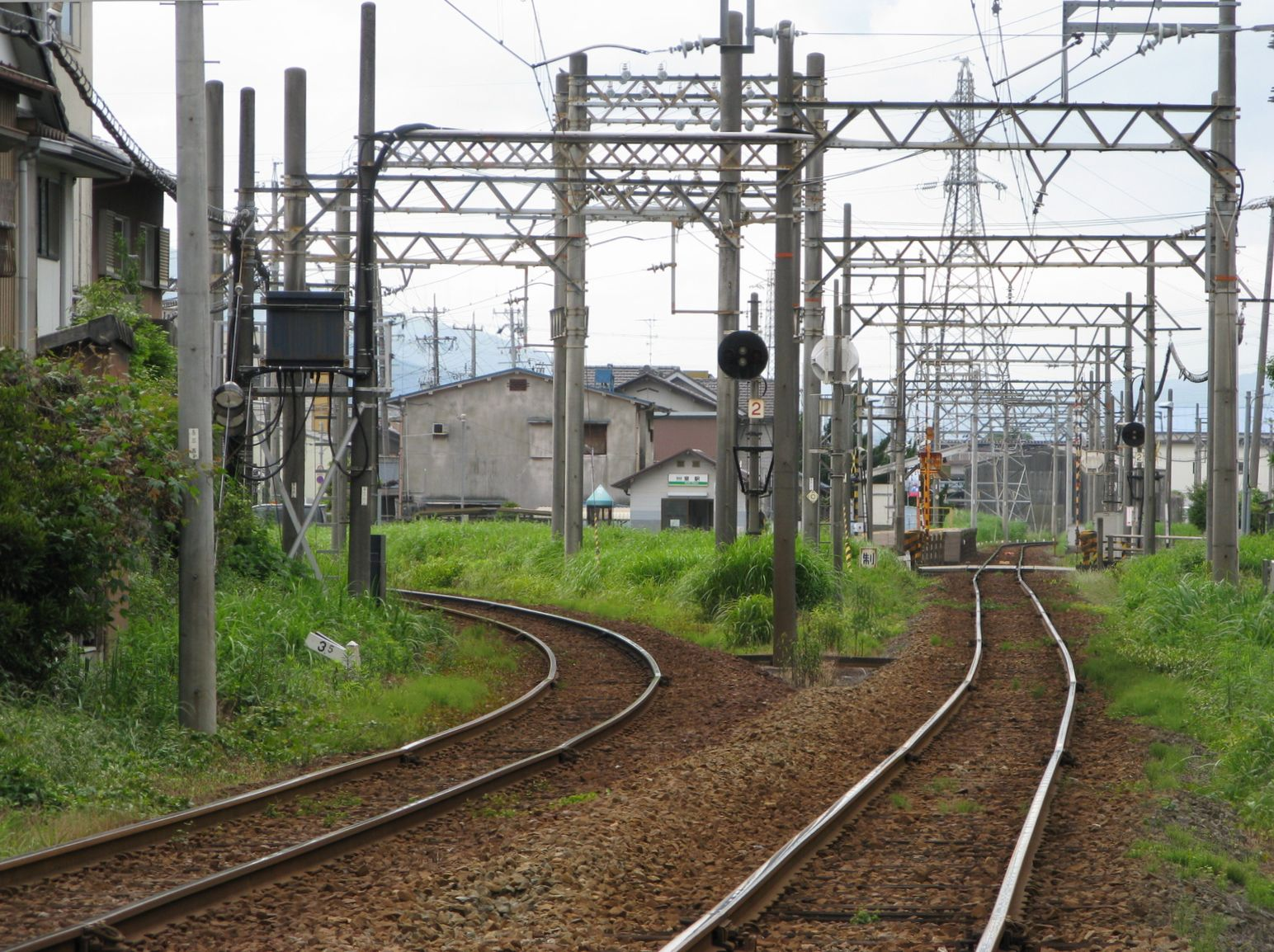
室駅東方にある、桑名方面（左側）と揖斐方面（右側）の分岐点。揖斐方面の少し奥に室駅ホームが見える

養老線は長らく近畿日本鉄道（近鉄）によって運営されてきたが、貨物輸送の減少や国道258号の整備の進捗、さらには少子化や高齢化などで次第に経営状況が悪化していった。そのため近鉄本体による運営継続を断念し、2007年2月14日に設立された養老鉄道（近鉄の子会社で第二種鉄道事業者）に同年10月1日付で本路線の運営が移管された。これにより、岐阜県から近鉄が直接運営する鉄道路線が消滅した。ただし、線路などの施設は近鉄が第三種鉄道事業者として引き続き保有していたほか、移管後も近鉄がダイヤ改正時に刊行している『近鉄時刻表』に2020年3月14日ダイヤ改正号まで本路線の時刻が掲載されていた。
分社化と同時に駅名標が更新されたが、近鉄の駅名標の意匠を踏襲しながらも、ラインカラー（近鉄はマルーンとオレンジ）が緑とライムグリーンに変わっている。なお車両の塗色は、2008年7月より全車両が近鉄時代のマルーンの旧色1色塗装に戻されたが、2009年9月に600系1編成 (606F) がかつて走行していた近鉄南大阪線時代の「ラビットカー」と同じオレンジバーミリオン地に白帯を巻いた塗装に変更された。
2018年1月1日から、近鉄に代わって養老線管理機構が第三種鉄道事業者となり、養老鉄道が第二種鉄道事業者として引き続き運行を担う体制に移行している。

## 路線データ
- 管轄（事業種別）：養老鉄道（第二種鉄道事業者）・養老線管理機構（第三種鉄道事業者）
- 路線距離（営業キロ）：57.5 km[3]
- 軌間：1067 mm[3]
- 駅数：27駅（起終点駅含む。有人駅8駅・無人駅19駅）
- 複線区間：なし（全線単線[3]）
- 電化区間：全線電化（直流1500 V）
- 閉塞方式：自動閉塞式
- 運転最高速度：65 km/h[4]
- 運転平均速度：43.7 km/h[6]
- 運転方法：ワンマン運転（平成6年9月15日から）
- IC乗車カード対応区間：なし

西大垣駅に運転区と車庫が併設されており、当線の拠点となっている。

## 歴史
養老線は、立川勇次郎が1911年（明治44年）7月に設立した初代の養老鉄道（現在の養老鉄道とは直接的な関連はない）によって1913年（大正2年）7月に開業した。その後、一時期揖斐川電気（現在のイビデン）への合併・分離を経て伊勢電気鉄道の傘下に入るが、再び分離の後、改めて参宮急行電鉄に合併されるという複雑な経過をたどった。この結果、過去に運営主体の会社名が8回変わっている。

### 養老鉄道（初代）時代
四日市港と敦賀港を結ぶ鉄道敷設を計画した四日市の井島茂作は三重県と岐阜県の沿線の有力者を説き歩き、その賛同を得て出した鉄道敷設願いに対して1897年（明治30年）に仮免状が下付された。しかし沿線では利害関係（当時は揖斐川、牧田川、水門川の舟運が盛んであった。また大垣以北の誘致争いもあった）や不況も重なり、実現の目処が立たなかった。1911年（明治44年）になり、井島は地元出身である立川勇次郎に養老鉄道建設に参画するよう依頼し、立川がこれに応えて社長となり（初代）養老鉄道を設立した。こうして1913年（大正2年）7月に養老 - 大垣 - 池野間が開業することとなり、用意した車両は全て中古車で鉄道院より機関車5両、南海鉄道より客貨車を購入した。また養老公園の整備や養老ホテルの建設を行った。
そして第二期工事となる桑名 - 養老間、池野 - 揖斐間は1916年（大正5年）に工事に着手したが、第一次世界大戦勃発のため資材が高騰した。このため工事は遅れ1919年（大正8年）4月に全線開通となり、養老線の総延長は56kmとなった。
さらに当初の目的である桑名-四日市間の延長路線の出願を繰り返していたが、国有鉄道関西本線と並行するので必要なしと却下されていた。しかし1919年（大正8年）12月に関西本線とは「其ノ目的異ナルモノアリ」として免許が下付されることとなった。
次に電化計画を立て、立川が社長を務めていた揖斐川電気より電気の供給を受けることに決定した。

### 揖斐川電気への合併
1922年（大正11年）6月に経費削減のため揖斐川電気へ合併し揖斐川電気鉄道部となった。この時期揖斐川電気は不況の影響で業績不振であり経営再建中であった。それでも立川は養老鉄道の電化に注力することとした。そして1923年（大正12年）4月に全線電化し、翌5月に機関車2両、客車26両、貨車26両で電気運転を開始した。この電化開業により、鉄道利用者数、貨物輸送量ともに大幅に増加した。なお、1922年9月に四日市 - 宇治山田間延長敷設を出願したが却下されている。
1925年（大正14年）12月に、鉄道事業の推進役であった立川が社長在任のまま死去した。立川亡き後の揖斐川電気は電化による投資が負担となっており経営方針は転換されていく。1926年（大正15年）9月22日やっと取得した桑名-四日市間の鉄道敷設権が伊勢電気鉄道に譲渡された。実は伊勢電気鉄道（伊勢鉄道）は同区間の路線出願を却下されておりこの路線の譲渡を希望していたからであった。

### 養老電気鉄道・伊勢電気鉄道
伊勢電気鉄道はこの譲渡直前の9月11日に伊勢鉄道から社名変更したが、同日に四日市銀行頭取の熊澤一衛が社長に就任した。熊澤は四日市銀行を資金源に積極策を打ち出すことになる。伊勢電気鉄道の電化を完成させると揖斐川電気より譲受した桑名 - 四日市間の工事に着手した。さらに1928年（昭和3年）2月に養老電気鉄道を設立し、4月に揖斐川電気（熊澤は監査役に就任）より鉄道事業を譲受した。桑名 - 四日市間を1929年（昭和4年）1月に開業させた伊勢電気鉄道は10月に養老電気鉄道を合併し、11月13日に津新地 - 大垣間直通急行列車の運行を開始した。
その後も伊勢電気鉄道は宇治山田、名古屋への延伸をすすめたが有利子負債は1379万円（昭和5年度）まで増加し、昭和恐慌の影響で収入は伸び悩んだ。このような時期に熊澤は五私鉄疑獄事件で検挙され、1932年（昭和7年）2月に社長を辞任。3月には信用不安により預金の流出が続いた四日市銀行が営業休止に追い込まれた。そして7月には養老線の強制管理が実施されることになる。これは明治生命保険120万円、東京海上火災保険、三菱海上火災保険各65万円計250万円の借入金があり、この返済が滞ったため鉄道財団が設定された養老線が差押えられる事態となった。
伊勢電は更生の道を模索することになったが再建策はなかなかさだまらなかった。当初は専務取締役の武藤嘉門が指揮を執っていたが、大口債権者である日本興業銀行の推薦により1931年（昭和6年）11月から高橋真男が加わり、1933年（昭和8年）7月に半田貢にかわった。名岐鉄道や根津嘉一郎 (初代) の支援要請も検討されたが結局三井・興銀の了解のもと大軌・参急と交渉をすすめることになる。ようやく伊勢電気鉄道整理案がまとまり桑名 - 揖斐間の路線を分離して1936年（昭和11年）5月養老電鉄株式会社を設立（本社大阪、社長金森又一郎）し譲渡することになった。

### 養老電鉄・参宮急行電鉄・関西急行鉄道・近畿日本鉄道
大軌・参急系である養老電鉄は債務整理の関係上別会社として設立されたものであったが、業績も向上したことにより1940年（昭和15年）4月に株主総会において経営の合理化と資本の増強を図るものとして参宮急行電鉄への合併が決議され、8月に実施となる。提出された合併申請書には前記理由の他に「交通調整本来ノ趣旨ニモ合致スルモノ」とあるようにその後も1941年（昭和16年）3月に大阪電気軌道が参宮急行を「予テヨリ監督官庁ノ慫慂モアリ」として合併し、関西急行鉄道に改称。そして1944年（昭和19年）6月には資本関係のなかった関西急行鉄道と南海鉄道が「運輸通信省ノ慫慂ニ従イ交通調整ノ国策ニ順応シ企業ノ統合ニ依ル運営ノ強化ヲ図ル為メ」合併という流れになり、近畿日本鉄道が発足した。
1959年（昭和34年）の伊勢湾台風後に名古屋線が改軌され養老線と分断されることになったが、この台風の際の迂回輸送は養老線の貨物輸送にかなり貢献したという。

### 運行継続問題と養老鉄道（2代目）の発足
養老線は慢性的な赤字路線のため、近鉄は2006年（平成18年）から、路線の運行継続に向けて沿線市町の金銭的支援の可否について沿線市町と協議を行ってきた。この協議の結果、両者間で以下の内容で合意した。
- 近鉄は、養老線を分離するために近鉄100%出資の子会社「養老鉄道株式会社」（本社：西大垣駅内）を設立し、その子会社が養老線の運行に当たる。
- 養老線の施設は従前通り近鉄が所有・管理し、「養老鉄道株式会社」は養老線の営業・運行のみを行う（広義の上下分離方式）。
- 新会社による養老線運営移管は、2007年（平成19年）10月1日となる。
- 各沿線市町は、2007年（平成19年） - 2010年（平成22年）にかけて、「養老鉄道株式会社」に対して下記の内容の支援を行なう。なお、2011年（平成23年）以降は路線の存廃の是非および支援内容について改めて協議する。
  - 2007年（平成19年）については、沿線市町が養老線の固定資産税分（110,230千円）を支援する。
  - 2008年（平成20年） - 2010年（平成22年）にかけて、沿線市町は各年度の赤字額の半分を支援する。ただし、支援額は年間3億円を上限とする。
  - 沿線市町の運営支援額の内訳・負担割合および算出根拠は下表の通りとする。
  - 沿線市町の負担割合は、均等割り50%、各沿線市町の養老線営業キロ割り20%、各沿線市町の養老線駅数割り20%、各沿線市町の人口割り10%を加味して決定する。

この結果、2007年2月14日に養老線の運営に当たる新会社として養老鉄道株式会社が設立され、近鉄は中部運輸局に鉄道事業廃止届を提出、同年4月20日に認可され、10月1日から養老鉄道による運営が始まった。
| 沿線市町名 | 支援額負担 割合 | 上限額3億円 の場合の 負担額 （千円） | 各市町内の 駅数 | 各市町内 営業キロ | 各市町 人口 （人） | 所在県 |
| ---------- | --------------- | ------------------------------------ | --------------- | ----------------- | ------------------ | ------ |
| 桑名市     | 17.54%          | 52,610                               | 5               | 10.3km            | 140,420            | 三重県 |
| 海津市     | 17.10%          | 51,310                               | 5               | 15.4km            | 40,668             | 岐阜県 |
| 養老町     | 13.23%          | 39,700                               | 3               | 9.0km             | 33,694             | 岐阜県 |
| 大垣市     | 20.39%          | 61,180                               | 7               | 12.7km            | 166,620            | 岐阜県 |
| 神戸町     | 11.66%          | 34,970                               | 3               | 5.2km             | 20,682             | 岐阜県 |
| 池田町     | 11.33%          | 33,980                               | 3               | 4.1km             | 24,580             | 岐阜県 |
| 揖斐川町   | 8.75%           | 26,250                               | 1               | 0.8km             | 26,078             | 岐阜県 |

上限3億円の負担金について、2011年度 - 2013年度は支援負担割合を変更し、2010年まで沿線市町の負担割合を決める項目から人口割り10%を除いて、50%であった均等割りを60%にして計算する方針が固まっている。

### 年表
- 1897年（明治30年）4月21日 （初代）養老鉄道発起人（井島茂作ほか25人）に対し仮免状下付（関西鉄道桑名停車場-岐阜県脛永間）[36]
- 1911年（明治44年）
  - 3月28日 軽便鉄道に指定[37]。
  - 7月19日 （初代）養老鉄道設立（社長 立川勇次郎）[38][39]。
- 1913年（大正2年）7月31日 養老 - 大垣 - 池野間が開業[40][1]。
- 1914年（大正3年）1月1日 東赤坂駅開業[41]。
- 1915年（大正4年）1月1日 烏江駅開業[42]。
- 1916年（大正5年）4月1日 室駅開業（貨物）[43][44]。
- 1919年（大正8年）
  - 4月27日 桑名 - 養老間、池野 - 揖斐間が開業し全通[45][2]。
  - 12月3日 鉄道免許状下付（桑名郡大山田村-四日市市間）[46]。
- 1920年（大正9年）6月1日 下野代駅、河間駅（貨物駅）、美濃本郷駅開業[47]。
- 1921年（大正10年）8月1日 下深谷駅開業[48]。
- 1922年（大正11年）
  - 6月13日 養老鉄道が揖斐川電気（後のイビデン）に合併[38][49]。
  - 6月25日 四軒家駅開業。
- 1923年（大正12年）5月13日 全線1500V電化、電車運転開始[50][51]。
- 1926年（大正15年）
  - 1月15日 新室駅開業。（1937年 - 1952年に旅客営業開始）
  - 9月22日 伊勢電気鉄道へ鉄道敷設権譲渡（許可）（1919年12月3日免許 桑名郡大山田村-四日市市間）[52]。
- 1927年（昭和2年）7月8日 鉄道免許状下付（安八郡神戸町大字神戸-揖斐郡大野村大字黒野字黒野間）[53]
- 1927年 - 1930年頃 四軒家駅廃止。
- 1928年（昭和3年）
  - 2月25日 養老電気鉄道株式会社設立（社長熊澤一衛）[54][55]
  - 4月6日 揖斐川電気の鉄道事業を養老電気鉄道へ分離譲渡[38][56][57]。
  - 9月25日 鉄道免許失効（1927年7月8日免許 安八郡神戸町-揖斐郡大野村間 指定ノ期限マテニ工事施工認可申請ヲ為ササルタメ）[58]
- 1929年（昭和4年）
  - 2月24日 美濃松山駅開業。
  - 4月10日 西濃鉄道組合保有の鉄道敷設権（免許時西濃電気鉄道[59]）を譲受（大垣市高屋町-海津郡今尾町間、安八郡川並村-同郡墨俣町間、安八郡三城村-同郡南杭瀬村間）[60][61]
  - 4月11日 鉄道免許状下付（安八郡墨俣町-岐阜市清田町間）[62]
  - 7月2日 無軌条電車営業許可（養老駅-養老公園間1哩）[63]。計画は当時のバスでは超大型（定員24人）車両2台を日本輸送機製作所（日本無軌道電車と同じ）で製作するはずであった[64]。
  - 10月1日 伊勢電気鉄道が養老電気鉄道を合併[38][61][65]。養老線とする。
  - 11月13日 津新地-大垣間直通急行列車運行開始[66]
- 1932年（昭和7年）5月27日 強制管理決定（大垣-養老間、大垣-池野間）[67]。7月1日実施
- 1934年（昭和9年）6月1日 美濃青柳駅開業[43]。
- 1936年（昭和11年）5月20日 養老電鉄株式会社設立（本社大阪、社長金森又一郎）[68]。伊勢電気鉄道が養老線桑名 - 揖斐間を養老電鉄へ譲渡[38][69][70]。
- 1939年（昭和14年）12月29日 播磨駅開業。
- 1940年（昭和15年）8月1日 参宮急行電鉄が養老電鉄を合併[38]。
- 1941年（昭和16年）3月15日 大阪電気軌道が参宮急行電鉄を合併、関西急行鉄道に改称[38]。
- 1944年（昭和19年）
  - 6月1日 関西急行鉄道が南海鉄道と合併し、近畿日本鉄道に社名変更[38]。
  - 7月1日 北大垣駅開業。
- 1954年（昭和29年）4月1日 北池野駅開業。
- 1964年（昭和39年）3月10日 貨物駅の東方駅開業。
- 1971年（昭和46年）12月28日 単線自動化およびATS使用開始[71]。
- 1972年（昭和47年）7月1日 新室駅廃止[72]。
- 1974年（昭和49年）
  - 6月1日 大外羽駅開業。
  - 7月1日 河間駅廃止[72]。
- 1986年（昭和61年）3月27日 北神戸駅開業。
- 1994年（平成6年）9月15日 ワンマン運転開始[73][74]。
- 1996年（平成8年）8月1日 貨物営業廃止。
- 1997年（平成9年）10月4日 烏江 - 大外羽間の牧田川橋梁改良工事が完成。
- 1998年（平成10年）7月25日 自転車を電車内に持ち込み可能なサイクルトレイン運転開始[75]。
- 2007年（平成19年）
  - 2月 沿線市町による補助による、上下分離方式による完全子会社化が決定。
  - 2月14日 近鉄が子会社移管のため、国土交通省に第一種鉄道事業廃止届け提出。（2代目）養老鉄道設立[76]。
  - 5月9日 養老鉄道が養老線の第二種鉄道事業許可申請。近鉄が養老線の第三種鉄道事業許可申請。6月27日それぞれ許可[77]。
  - 10月1日 養老鉄道が近鉄より養老線を引き継ぎ、新事業形態で運営開始[77]。これにより、近鉄は岐阜県内での鉄道路線の運営から撤退することになった。また、同時にダイヤ改正を実施し、終電を繰り下げ。
- 2018年（平成30年）1月1日 新事業形態へ移行する。これにより一般社団法人養老線管理機構が第三種鉄道事業者、養老鉄道が第二種鉄道事業者になる[5]。
- 2025年（令和7年）5月20日 60代男性運転士が1年8か月前よりアルコール検査をせずに乗務していた事が、中部運輸局による保安監査で発覚。

## 岐阜延伸計画
近鉄および養老線の前身の養老電気鉄道と伊勢電気鉄道は、養老線の大垣駅から岐阜市へ至る新線建設に力を注いでいたこともあった。その支線として、安八郡結村（現・安八郡安八町） - 海津郡今尾町（現・海津市）も計画されていた。

### 戦前の計画
1927年（昭和2年）、大垣市を中心とした12市町村で西濃鉄道組合が設立され、岐阜 - 大垣の鉄道建設を計画。1928年（昭和3年）に西濃電気鉄道より鉄道敷設権を譲り受けた。その一方で、養老電気鉄道が1928年（昭和3年）に岐阜 - 大垣の鉄道建設を計画する。この2つの計画は統合され、1929年（昭和4年）には養老電気鉄道を吸収した伊勢電気鉄道に計画が継承される。建設のための準備として、大垣と岐阜の間にある揖斐川と長良川に架かる橋（揖斐大橋・長良大橋）は、岐垣国道（旧国道21号、現岐阜県主要県道31号線）との共用として1933年（昭和8年）に建設されていた。しかし、伊勢電気鉄道は無理な拡張がたたり、破綻状態となり（歴史節参照）、新線の建設に着手できなかった。

### 戦後の計画
戦後、モータリゼーションによる交通量の増加に伴い、岐阜県は1957年（昭和32年）、橋梁の使用権が岐阜県にあることから、道路専用橋にすることを近鉄に申し出る。近鉄は名古屋、岐阜への進出を積極的に行っていたこともあり、この申し出に応じなかった。近鉄は1961年（昭和36年）、この長良大橋と揖斐大橋を利用して大垣 - 羽島の新線の建設を発表、東海道新幹線岐阜羽島駅との連絡線計画を打ち出した。当時の計画によると、養老線西大垣駅南から旧国道21号に並行し東進し、羽島市小熊から長良川沿いに岐阜羽島駅に至る、総延長12.5km。工費は50億円を予定していた。将来的には羽島市小熊 - 岐阜間を建設し、国鉄高山本線への乗り入れも考えており、実際に当時の高山本線の準急「こがね」などの岐阜羽島駅乗り入れ構想があった。しかし、岐阜羽島への路線建設は名古屋鉄道に免許が下りたため、近鉄の計画は消滅し、名古屋鉄道によって岐阜羽島駅の近くに羽島線の新羽島駅が設置された。また、沿線自治体で結成され近鉄とは別に岐阜 - 大垣間の鉄道建設を模索していた岐垣鉄道組合も1983年（昭和58年）に唯一の資産であった岐阜バス（名鉄系）の株式を各自治体に分配の上解散し、近鉄も1985年（昭和60年）に保有していた鉄道敷設免許の起業廃止手続きを行い、岐阜 - 大垣間の私鉄建設は幻と消えた。
岐阜羽島駅・大垣間、及び墨俣・大垣間は現在も近鉄系の名阪近鉄バスが担っているほか、2007年9月までは岐阜バスが大垣から安八町結を経由し海津市までという、前記鉄道計画と大部分重複するルートを走っていた。
なお、近鉄では岐阜進出に関して他に、岐阜市の長良川ホテルを買収し、都ホテルチェーンの一員として運営していた（長良川ホテルは閉館となったが、都ホテル 岐阜長良川を別途展開している）。また、これとは別に岐阜市柳ケ瀬に、京都市に本店があった丸物百貨店時代から続く岐阜近鉄百貨店（正式名称：京都近鉄百貨店岐阜店。1999年9月閉店、現・岐阜中日ビル）も存在していたほか、岐阜市本拠のゼネコン・大日本土木も傘下に置いていた。また、近鉄バファローズの主催試合を長良川球場で行っていたこともある。地元岐阜放送ではKBS京都の近鉄エキサイトアワーを近鉄グループスポンサーのまま何度かネットしていた。

### 設置予定駅
岐阜駅 - 加納駅 - 千種駅 - 佐波駅 - 中島駅 - 墨俣駅 - 結駅 - 三本木駅 - 鶴見駅 - 大池駅 - 大垣駅
- 大池駅から西大垣駅へ至る支線も計画されていた[89]。

## 運行形態
全線を通して運転される列車はなく、大垣駅を境に運転系統が分かれている。すべて普通列車で、ワンマン運転を行っている。
2010年3月19日改正ダイヤでは桑名駅 - 大垣駅間の列車が1時間あたり朝夕は2本、昼間時間帯は1本であったが、朝から昼間に桑名駅 - 石津駅・駒野駅間で区間運転の列車が設定されていた。また朝7時台には土休日運休の養老発大垣行きの列車も設定されていた。
2013年3月17日のダイヤ改正により、ダイヤが大幅に見直された。2014年9月21日改正時刻では、桑名駅 - 大垣駅間では朝はおおむね20 - 30分間隔、昼以降はほぼ40分間隔の運転となっている。朝と夜間には多度駅・駒野駅・養老駅を始発・終着とする区間運転列車があるほか、桑名発23時の最終列車は美濃松山行きである。美濃松山行きは2010年のダイヤ改正で消滅した行き先で2013年のダイヤ改正で3年ぶりに復活した。また、早朝に西大垣駅発桑名行き1本が設定されている。一方の大垣駅 - 揖斐駅間は朝と夕方はおおむね20分間隔、昼間は40 - 60分間隔の運転となっている。ただし大垣発の21 - 23時台は40 - 60分間隔となる。
2016年3月19日改正では終日共通の時刻表となり、統一のために2-4分の時間調整が行われた。
2018年3月17日のダイヤ改正では大垣駅 - 西大垣駅間の区間列車が終日にわたり設定された。
2018年1月1日時点の養老線運転間隔
- 桑名駅 - 大垣駅間（43.0km）
  - 朝方ラッシュ時 - 30分
  - 昼間時 - 40分
  - 夕方ラッシュ時 - 40分
  - 夜間時 - 40分

- 大垣駅 - 揖斐駅間（14.5km）
  - 朝方ラッシュ時 - 20分
  - 昼間時 - 40〜50分
  - 夕方ラッシュ時 - 20分
  - 夜間時 - 20〜60分

### 過去の運行形態

#### 他路線との直通
伊勢電気鉄道の時代には大神宮前駅（伊勢神宮外宮前）まで本線の列車が直通しており、名古屋線が1067mm軌間の狭軌だった頃は名古屋線との直通運転列車があった。また1982年頃には、早朝の西大垣発大垣行き始発が列車番号同一のまま揖斐行きになったこともあった。1959年（昭和34年）の伊勢湾台風の水害復旧の際に名古屋線は標準軌化されたが、養老線は大垣駅 - 桑名駅間を短絡する国鉄直通貨物輸送があったため標準軌化されなかった。
また、近鉄時代より毎年1月に大垣 - 桑名 - 名古屋線宇治山田間に伊勢神宮初詣臨時列車が伊勢神宮初詣割引きっぷ購入者を対象とした団体列車として運行されているが、この列車は直通ではなく桑名駅で乗り換えとなっている。

#### 急行列車
現在は優等列車の設定はないが、1976年3月18日から1983年3月24日までは桑名発養老行の急行列車が1本のみ走っていた（途中停車駅は多度のみ）。これとは別に大外羽駅は、1986年までは一部列車のみ停車していた。

## 利用状況

### 輸送実績
養老線の輸送実績を下表に記す。表中、輸送人員の単位は万人。輸送人員は年度での値。表中、最高値を赤色で、最高値を記録した年度以降の最低値を青色で、最高値を記録した年度以前の最低値を緑色で表記している。桑名駅を除いた養老線各駅の乗車人員の合算値を()にて示す。この値には他線から桑名駅を経由して養老線に乗車する人員は含まない。なお、2007年度は近畿日本鉄道は9月までの、養老鉄道は10月からの実績である。
| 年度別輸送実績 | 年度別輸送実績     | 年度別輸送実績                  | 年度別輸送実績                  | 年度別輸送実績                  | 年度別輸送実績                  | 年度別輸送実績                  | 年度別輸送実績  | 年度別輸送実績      | 年度別輸送実績     |
| 運営 主体      | 年度               | 輸送実績（乗車人員）：万人/年度 | 輸送実績（乗車人員）：万人/年度 | 輸送実績（乗車人員）：万人/年度 | 輸送実績（乗車人員）：万人/年度 | 輸送実績（乗車人員）：万人/年度 | 輸送密度 人/1日 | 貨物輸送量 万t/年度 | 特記事項           |
| -------------- | ------------------ | ------------------------------- | ------------------------------- | ------------------------------- | ------------------------------- | ------------------------------- | --------------- | ------------------- | ------------------ |
| 運営 主体      | 年度               | 通勤定期                        | 通学定期                        | 通勤通学 定期計                 | 定期外                          | 合計                            | 輸送密度 人/1日 | 貨物輸送量 万t/年度 | 特記事項           |
| 近畿日本鉄道   | 1955年（昭和30年） |                                 |                                 |                                 |                                 | (886.7)                         |                 |                     |                    |
| 近畿日本鉄道   | 1956年（昭和31年） |                                 |                                 |                                 |                                 | (938.7)                         |                 |                     |                    |
| 近畿日本鉄道   | 1957年（昭和32年） |                                 |                                 |                                 |                                 | (967.3)                         |                 |                     |                    |
| 近畿日本鉄道   | 1958年（昭和33年） |                                 |                                 |                                 |                                 | (1080.9)                        |                 |                     |                    |
| 近畿日本鉄道   | 1959年（昭和34年） |                                 |                                 |                                 |                                 | (1034.8)                        |                 |                     |                    |
| 近畿日本鉄道   | 1960年（昭和35年） |                                 |                                 |                                 |                                 | (1107.9)                        |                 |                     |                    |
| 近畿日本鉄道   | 1961年（昭和36年） |                                 |                                 |                                 |                                 | (1262.4)                        |                 |                     |                    |
| 近畿日本鉄道   | 1962年（昭和37年） |                                 |                                 |                                 |                                 | (1217.9)                        |                 |                     |                    |
| 近畿日本鉄道   | 1963年（昭和38年） |                                 |                                 |                                 |                                 | (1253.5)                        |                 |                     |                    |
| 近畿日本鉄道   | 1964年（昭和39年） |                                 |                                 |                                 |                                 | (1239.3)                        |                 |                     |                    |
| 近畿日本鉄道   | 1965年（昭和40年） |                                 |                                 |                                 |                                 | (1334.2)                        |                 |                     |                    |
| 近畿日本鉄道   | 1966年（昭和41年） |                                 |                                 |                                 |                                 | 1683.6 (1332.6)                 |                 |                     | 輸送実績最高を記録 |
| 近畿日本鉄道   | 1967年（昭和42年） |                                 |                                 |                                 |                                 | (1302.6)                        |                 |                     |                    |
| 近畿日本鉄道   | 1968年（昭和43年） |                                 |                                 |                                 |                                 | (1238.3)                        |                 |                     |                    |
| 近畿日本鉄道   | 1969年（昭和44年） |                                 |                                 |                                 |                                 | (1225.2)                        |                 |                     |                    |
| 近畿日本鉄道   | 1970年（昭和45年） |                                 |                                 | (876.5)                         | (335.4)                         | (1211.9)                        |                 |                     |                    |
| 近畿日本鉄道   | 1971年（昭和46年） |                                 |                                 | (813.6)                         | (320.0)                         | (1133.6)                        |                 |                     |                    |
| 近畿日本鉄道   | 1972年（昭和47年） |                                 |                                 | (748.7)                         | (307.6)                         | (1056.3)                        |                 |                     |                    |
| 近畿日本鉄道   | 1973年（昭和48年） |                                 |                                 | (757.5)                         | (327.5)                         | (1085.0)                        |                 |                     |                    |
| 近畿日本鉄道   | 1974年（昭和49年） |                                 |                                 | (797.6)                         | (335.4)                         | (1133.1)                        |                 |                     |                    |
| 近畿日本鉄道   | 1975年（昭和50年） |                                 |                                 | (789.8)                         | (327.1)                         | (1117.0)                        |                 |                     |                    |
| 近畿日本鉄道   | 1976年（昭和51年） |                                 |                                 | (756.0)                         | (300.2)                         | (1056.2)                        |                 |                     |                    |
| 近畿日本鉄道   | 1977年（昭和52年） |                                 |                                 | (735.7)                         | (302.1)                         | (1037.8)                        |                 |                     |                    |
| 近畿日本鉄道   | 1978年（昭和53年） |                                 |                                 | (718.9)                         | (292.3)                         | (1011.2)                        |                 |                     |                    |
| 近畿日本鉄道   | 1979年（昭和54年） |                                 |                                 | (710.4)                         | (285.4)                         | (995.8)                         |                 |                     |                    |
| 近畿日本鉄道   | 1980年（昭和55年） |                                 |                                 | (706.2)                         | (288.7)                         | (995.0)                         |                 |                     |                    |
| 近畿日本鉄道   | 1981年（昭和56年） |                                 |                                 | (689.6)                         | (271.4)                         | (961.0)                         |                 |                     |                    |
| 近畿日本鉄道   | 1982年（昭和57年） |                                 |                                 | (658.5)                         | (272.8)                         | (931.3)                         |                 |                     |                    |
| 近畿日本鉄道   | 1983年（昭和58年） |                                 |                                 | (653.3)                         | (265.4)                         | (918.8)                         |                 |                     |                    |
| 近畿日本鉄道   | 1984年（昭和59年） |                                 |                                 | (645.6)                         | (249.0)                         | (894.6)                         |                 |                     |                    |
| 近畿日本鉄道   | 1985年（昭和60年） |                                 |                                 | (641.0)                         | (233.0)                         | (874.0)                         |                 |                     |                    |
| 近畿日本鉄道   | 1986年（昭和61年） |                                 |                                 | (638.7)                         | (236.9)                         | (875.6)                         |                 |                     |                    |
| 近畿日本鉄道   | 1987年（昭和62年） |                                 |                                 | (634.9)                         | (228.0)                         | (862.9)                         |                 |                     |                    |
| 近畿日本鉄道   | 1988年（昭和63年） |                                 |                                 | (640.2)                         | (225.0)                         | (865.3)                         |                 |                     |                    |
| 近畿日本鉄道   | 1989年（平成元年） |                                 |                                 | (632.5)                         | (219.7)                         | (852.2)                         |                 |                     |                    |
| 近畿日本鉄道   | 1990年（平成2年）  |                                 |                                 | (635.5)                         | (220.6)                         | (856.1)                         |                 |                     |                    |
| 近畿日本鉄道   | 1991年（平成3年）  |                                 |                                 | (648.1)                         | (225.9)                         | (874.0)                         |                 |                     |                    |
| 近畿日本鉄道   | 1992年（平成4年）  |                                 |                                 | (639.7)                         | (221.4)                         | (861.0)                         |                 |                     |                    |
| 近畿日本鉄道   | 1993年（平成5年）  |                                 |                                 | (628.1)                         | (215.9)                         | (844.0)                         |                 |                     |                    |
| 近畿日本鉄道   | 1994年（平成6年）  |                                 |                                 | (627.6)                         | (208.6)                         | (836.2)                         |                 |                     |                    |
| 近畿日本鉄道   | 1995年（平成7年）  |                                 |                                 | (616.0)                         | (209.4)                         | (825.4)                         |                 |                     |                    |
| 近畿日本鉄道   | 1996年（平成8年）  |                                 |                                 | (600.8)                         | (202.3)                         | (803.1)                         |                 |                     | 貨物営業廃止       |
| 近畿日本鉄道   | 1997年（平成9年）  |                                 |                                 | (567.0)                         | (189.4)                         | (756.4)                         |                 |                     |                    |
| 近畿日本鉄道   | 1998年（平成10年） |                                 |                                 | (543.3)                         | (186.4)                         | (729.7)                         |                 |                     |                    |
| 近畿日本鉄道   | 1999年（平成11年） |                                 |                                 | (519.1)                         | (177.4)                         | (696.5)                         |                 |                     |                    |
| 近畿日本鉄道   | 2000年（平成12年） |                                 |                                 | (508.1)                         | (160.2)                         | (668.3)                         |                 |                     |                    |
| 近畿日本鉄道   | 2001年（平成13年） |                                 |                                 | (494.5)                         | (151.8)                         | (646.3)                         |                 |                     |                    |
| 近畿日本鉄道   | 2002年（平成14年） |                                 |                                 | (479.1)                         | (151.3)                         | (630.4)                         |                 |                     |                    |
| 近畿日本鉄道   | 2003年（平成15年） | 217.8                           | 344.8                           | 562.6 (463.1)                   | 169.9 (144.3)                   | 732.5 (607.4)                   |                 | 0.0                 |                    |
| 近畿日本鉄道   | 2004年（平成16年） | 210.9                           | 337.1                           | 548.0 (451.0)                   | 163.4 (138.7)                   | 711.4 (589.7)                   |                 | 0.0                 |                    |
| 近畿日本鉄道   | 2005年（平成17年） | 207.1                           | 333.3                           | 540.4                           | 163.0                           | 703.4                           | 3,605           | 0.0                 |                    |
| 近畿日本鉄道   | 2006年（平成18年） | 211.2                           | 331.4                           | 542.6                           | 164.6                           | 707.3                           |                 | 0.0                 |                    |
| 近畿日本鉄道   | 2007年（平成19年） | 94.3                            | 140.4                           | 234.7                           | 79.8                            | 314.5                           |                 | 0.0                 | 上半期の数値       |
| 養老鉄道       | 2007年（平成19年） | 131.1                           | 185.2                           | 316.3                           | 81.6                            | 397.9                           |                 |                     | 下半期の数値       |
| 養老鉄道       | 2008年（平成20年） | 216.5                           | 320.0                           | 536.5                           | 154.7                           | 691.2                           | 3,525           |                     |                    |
| 養老鉄道       | 2009年（平成21年） | 200.7                           | 305.3                           | 506.0                           | 147.7                           | 653.7                           | 3,354           |                     |                    |
| 養老鉄道       | 2010年（平成22年） | 190.9                           | 306.0                           | 496.9                           | 145.5                           | 642.4                           | 3,276           |                     |                    |
| 養老鉄道       | 2011年（平成23年） | 186.6                           | 305.0                           | 491.6                           | 139.1                           | 630.7                           | 3,198           |                     |                    |
| 養老鉄道       | 2012年（平成24年） | 183.1                           | 302.9                           | 486.0                           | 136.9                           | 622.9                           | 3,149           | 0.0                 |                    |
| 養老鉄道       | 2013年（平成25年） | 178.6                           | 305.1                           | 483.7                           | 131.2                           | 614.9                           | 3,159           | 0.0                 |                    |
| 養老鉄道       | 2014年（平成26年） | 170.7                           | 292.8                           | 463.5                           | 128.0                           | 591.5                           | 3,083           | 0.0                 |                    |
| 養老鉄道       | 2015年（平成27年） | 173.5                           | 297.5                           | 471.1                           | 129.8                           | 600.9                           | 2,976           | 0.0                 |                    |
| 養老鉄道       | 2016年（平成28年） | 172.6                           | 314.5                           | 487.1                           | 132.7                           | 619.8                           | 3,161           | 0.0                 |                    |
| 養老鉄道       | 2017年（平成29年） | 169.7                           | 314.3                           | 484.0                           | 136.8                           | 620.8                           | 3,137           | 0.0                 |                    |
| 養老鉄道       | 2018年（平成30年） | 170.3                           | 314.0                           | 484.3                           | 138.8                           | 623.1                           | 3,119           | 0.0                 |                    |
| 養老鉄道       | 2019年（令和元年） | 172.7                           | 305.8                           | 478.5                           | 138.2                           | 616.7                           | 3,048           | 0.0                 |                    |
| 養老鉄道       | 2020年（令和2年）  | 148.5                           | 256.8                           | 405.3                           | 87.4                            | 492.7                           | 2,456           | 0.0                 |                    |
| 養老鉄道       | 2021年（令和3年）  | 145.0                           | 278.5                           | 423.5                           | 95.6                            | 519.1                           |                 | 0.0                 |                    |

2012年度以降は鉄道統計年報（国土交通省鉄道局監修）より抜粋

### 営業成績
養老線の営業成績を下表に記す。表中、最高値を赤色で、最高値を記録した年度以降の最低値を青色で、最高値を記録した年度以前の最低値を緑色で表記している。なお、2007年度は近畿日本鉄道は9月までの、養老鉄道は10月からの実績である。
| 年度別営業成績 | 年度別営業成績     | 年度別営業成績     | 年度別営業成績     | 年度別営業成績     | 年度別営業成績     | 年度別営業成績     | 年度別営業成績     | 年度別営業成績     | 年度別営業成績 | 年度別営業成績 | 年度別営業成績 | 年度別営業成績 | 年度別営業成績 |
| 運営 主体      | 年度               | 旅客運賃収入：千円 | 旅客運賃収入：千円 | 旅客運賃収入：千円 | 旅客運賃収入：千円 | 旅客運賃収入：千円 | 旅客運賃収入：千円 | 貨物運輸 収入 千円 | 運輸雑収 千円  | 営業収益 千円  | 営業経費 千円  | 営業損益 千円  | 営業 係数      |
| -------------- | ------------------ | ------------------ | ------------------ | ------------------ | ------------------ | ------------------ | ------------------ | ------------------ | -------------- | -------------- | -------------- | -------------- | -------------- |
| 運営 主体      | 年度               | 通勤定期           | 通学定期           | 通勤通学 定期計    | 定期外             | 手小荷物           | 合計               | 貨物運輸 収入 千円 | 運輸雑収 千円  | 営業収益 千円  | 営業経費 千円  | 営業損益 千円  | 営業 係数      |
| 近畿日本鉄道   | 2003年（平成15年） |                    |                    |                    |                    |                    |                    |                    |                | 960,000        | 2,179,000      | △1,220,000     | 227.0          |
| 近畿日本鉄道   | 2004年（平成16年） |                    |                    |                    |                    |                    |                    |                    |                | 927,000        | 2,165,000      | △1,238,000     | 233.5          |
| 近畿日本鉄道   | 2005年（平成17年） |                    |                    |                    |                    |                    |                    |                    |                | 921,000        | 2,179,000      | △1,257,000     | 236.6          |
| 近畿日本鉄道   | 2006年（平成18年） |                    |                    |                    |                    |                    |                    |                    |                | 933,000        | 2,050,000      | △1,117,000     | 219.7          |
| 近畿日本鉄道   | 2007年（平成19年） |                    |                    |                    |                    |                    |                    |                    |                |                |                |                |                |
| 養老鉄道       | 2007年（平成19年） |                    |                    |                    |                    |                    |                    |                    |                |                |                |                |                |
| 養老鉄道       | 2008年（平成20年） | 372,493            | 282,830            | 655,323            | 465,141            | 2,656              | 1,123,120          | 0                  | 22,291         | 1,145,411      | 2,028,104      | △882,693       | 177.1          |
| 養老鉄道       | 2009年（平成21年） | 344,374            | 266,446            | 610,820            | 438,999            | 2,648              | 1,052,467          | 0                  | 26,975         | 1,079,442      | 1,965,527      | △886,085       | 182.1          |
| 養老鉄道       | 2010年（平成22年） |                    |                    |                    |                    |                    | 1,028,050          | 0                  | 25,395         | 1,053,445      | 1,979,433      | △925,988       | 187.9          |
| 養老鉄道       | 2011年（平成23年） |                    |                    |                    |                    |                    | 1,006,913          | 0                  | 24,689         | 1,031,601      | 1,960,992      | △929,391       | 190.1          |
| 養老鉄道       | 2012年（平成24年） |                    |                    | 572,896            | 412,777            | 2,648              | 988,321            | 0                  | 22,834         | 1,011,155      | 1,938,942      | △927,787       | 191.8          |
| 養老鉄道       | 2013年（平成25年） |                    |                    | 567,755            | 403,908            | 2,522              | 974,185            | 0                  | 23,316         | 997,501        | 1,956,188      | △958,687       | 196.1          |
| 養老鉄道       | 2014年（平成26年） |                    |                    | 540,421            | 390,542            | 2,346              | 933,309            | 0                  | 22,139         | 955,448        | 1,988,722      | △1,033,274     | 208.1          |
| 養老鉄道       | 2015年（平成27年） |                    |                    | 547,817            | 403,290            | 2,381              | 953,488            | 0                  | 23,771         | 977,259        | 1,901,453      | △924,194       | 194.6          |
| 養老鉄道       | 2016年（平成28年） |                    |                    | 549,764            | 410,722            | 2,416              | 962,902            | 0                  | 40,786         | 1,003,688      | 1,713,924      | △710,236       | 170.8          |
| 養老鉄道       | 2017年（平成29年） |                    |                    | 542,724            | 419,220            | 2,376              | 964,320            | 0                  | 137,125        | 1,101,445      | 1,672,379      | △570,934       | 151.8          |
| 養老鉄道       | 2018年（平成30年） |                    |                    | 545,890            | 424,122            | 2,284              | 972,296            | 0                  | 515,816        | 1,488,112      | 1,409,833      | 78,279         | 94.7           |
| 養老鉄道       | 2019年（令和元年） |                    |                    | 540,201            | 416,938            | 2,284              | 959,423            | 0                  | 551,858        | 1,511,261      | 1,473,389      | 37,892         | 97.5           |
| 養老鉄道       | 2020年（令和2年）  |                    |                    | 460,253            | 255,171            | 1,727              | 717,151            | 0                  | 532,193        | 1,249,344      | 1,376,864      | △127,520       | 110.2          |

養老線管理機構の営業損益（千円）
- 2017年（平成29年） △225,984
- 2018年（平成30年） △857,430
- 2019年（令和元年） △871,268
- 2020年（令和2年） △873,304

### 戦前
| 年度別実績 | 年度別実績                     | 年度別実績                     | 年度別実績                     | 年度別実績                     | 年度別実績                     | 年度別実績                     | 年度別実績                     | 年度別実績                     | 年度別実績                     | 年度別実績   |
| 年度       | 輸送人員 （人）                | 貨物量 （トン）                | 営業収入 （円）                | 営業費 （円）                  | 営業益金 （円）                | その他益金 （円）              | その他損金 （円）              | 支払利子 （円）                | 政府補助金 （円）              | 運営会社     |
| ---------- | ------------------------------ | ------------------------------ | ------------------------------ | ------------------------------ | ------------------------------ | ------------------------------ | ------------------------------ | ------------------------------ | ------------------------------ | ------------ |
| 1913       | 193,667                        | 4,546                          | 29,634                         | 17,297                         | 12,337                         |                                |                                | 2,088                          |                                | 養老鉄道     |
| 1914       | 495,160                        | 15,639                         | 66,727                         | 62,293                         | 4,434                          | 勘定訂正受入2,212              |                                | 14,763                         | 46,524                         | 養老鉄道     |
| 1915       | 501,101                        | 20,138                         | 65,121                         | 49,891                         | 15,230                         |                                | 雑損金1,084                    | 13,098                         | 36,222                         | 養老鉄道     |
| 1916       | 518,989                        | 20,553                         | 68,867                         | 44,451                         | 24,416                         |                                | 雑損金104 償却金3,237          | 13,348                         | 32,558                         | 養老鉄道     |
| 1917       | 627,489                        | 41,940                         | 90,809                         | 53,718                         | 37,091                         |                                | 230                            | 6,064                          | 14,493                         | 養老鉄道     |
| 1918       | 738,354                        | 56,018                         | 120,169                        | 88,978                         | 31,191                         |                                |                                | 3,788                          | 17,500                         | 養老鉄道     |
| 1919       | 1,153,981                      | 69,974                         | 231,931                        | 171,473                        | 60,458                         |                                | 償却金3雑損金720               | 54,175                         | 34,235                         | 養老鉄道     |
| 1920       | 1,330,412                      | 92,778                         | 400,642                        | 263,991                        | 136,651                        |                                |                                | 120,924                        | 18,456                         | 養老鉄道     |
| 1921       | 1,351,952                      | 70,867                         | 414,772                        | 262,977                        | 151,795                        |                                |                                |                                |                                | 養老鉄道     |
| 1922       | 1,528,555                      | 96,043                         | 468,470                        | 251,640                        | 216,830                        |                                |                                |                                |                                | 揖斐川電気   |
| 1923       | 1,741,835                      | 94,714                         | 510,180                        | 257,828                        | 252,352                        | 電力業其他2,879,081            | 電力業其他1,274,494            | 808,680                        |                                | 揖斐川電気   |
| 1924       | 2,044,991                      | 83,430                         | 608,440                        | 261,301                        | 347,139                        | 電力業其他494,792              | 雑損金719                      |                                |                                | 揖斐川電気   |
| 1925       | 1,913,765                      | 85,394                         | 542,369                        | 230,884                        | 311,485                        | 電燈電力供給488,797            | 償却金3,028                    |                                |                                | 揖斐川電気   |
| 1926       | 1,934,174                      | 105,975                        | 554,169                        | 240,800                        | 313,369                        | 電燈供給其他758,475            | 雑損3,364 償却金20,000         |                                |                                | 揖斐川電気   |
| 1927       | 2,167,351                      | 99,611                         | 616,868                        | 283,060                        | 333,808                        | 電力業等1,587,566              |                                | 1,055,967                      |                                | 揖斐川電気   |
| 1928       | 1,972,013                      | 100,882                        | 560,268                        | 240,990                        | 319,278                        |                                | 償却金4863遊園業148            | 228,325                        |                                | 養老電気鉄道 |
| 1929       | 1,870,685                      | 139,764                        | 533,624                        | 255,267                        | 278,357                        |                                | 賞与金引当6,855 遊園業57       | 155,543                        |                                | 養老電気鉄道 |
| 1930-1935  | 伊勢電気鉄道線と合算のため省略 | 伊勢電気鉄道線と合算のため省略 | 伊勢電気鉄道線と合算のため省略 | 伊勢電気鉄道線と合算のため省略 | 伊勢電気鉄道線と合算のため省略 | 伊勢電気鉄道線と合算のため省略 | 伊勢電気鉄道線と合算のため省略 | 伊勢電気鉄道線と合算のため省略 | 伊勢電気鉄道線と合算のため省略 | 伊勢電気鉄道 |
| 1936       | 1,015,072                      | 197,348                        | 407,939                        | 230,776                        | 177,163                        | 土地家屋業156                  | 償却金2,676                    | 92,033                         |                                | 養老電鉄     |
| 1937       | 1,917,162                      | 307,137                        | 591,682                        | 326,014                        | 265,668                        |                                | 自動車業11,101 償却金25,600    | 109,237                        |                                | 養老電鉄     |
| 1939       | 2,634,241                      | 290,132                        |                                |                                |                                |                                |                                |                                |                                | 養老電鉄     |

- 鉄道院鉄道統計資料、鉄道省鉄道統計資料、鉄道統計資料、鉄道統計各年度版
- 揖斐川電気合併により政府補助金打切られる[97]。

## 運賃・切符

### 普通券・回数券・定期券
運賃は運営移管後別体系となったが、近鉄時代はローカル線の加算運賃が適用されていた。
回数券は、養老鉄道移管時は近鉄と同様に、10枚分の価格で11回使用可能で有効期限は3か月であったが、2011年4月1日から、7枚綴りで片道運賃の7倍の7%引きで有効期間1か月に改定された。
普通券・回数券は、非エンコード券（紙券）である。有人駅では硬券乗車券（一部区間）及び硬券入場券も発売されている。
定期乗車券は通勤定期券、通学定期券の2種類があり、有効期限は1か月、3か月、6か月の3種類ある。ただし通学定期券に限り「1箇年通学定期乗車券」の発売をしている。この定期券は券面に顔写真入りで紛失しても再発行が可能である。
定期乗車券は近鉄桑名駅、下深谷駅、多度駅、駒野駅、養老駅、西大垣駅、大垣駅、揖斐駅で発売している。このうち下深谷駅、多度駅、駒野駅、西大垣駅、揖斐駅は養老鉄道相互間の定期を非エンコード券で発売している。養老駅、大垣駅では養老鉄道相互間に加え大垣駅接続のJR線（一部区間）との連絡定期券（桑名駅発は発売不可）をエンコード券で発売している。近鉄桑名駅では養老鉄道相互間に加え近鉄桑名駅接続の近鉄線（名古屋線、湯の山線、鈴鹿線）との連絡定期券をエンコード券で発売している。その他の区間での連絡定期券の発売は行っていない（定期乗車券以外の連絡運輸は行っていない）。

### フリーきっぷ
近鉄時代から2014年1月5日まで土曜日および休日、春休み・夏休み・冬休み期間に、乗車当日限り養老線全線に何度も乗車可能な「養老線休日フリーきっぷ」が発売されていた（大人1000円・小人500円で近鉄時代と同一価格）。同年1月6日からは毎日利用可能な「養老鉄道1日フリーきっぷ」（大人1500円・小人750円）に改められた。養老線内の駅員配置駅（桑名駅・下深谷駅・多度駅・駒野駅・養老駅・西大垣駅・大垣駅・揖斐駅）にて販売されている。

### その他
下深谷駅、多度駅、駒野駅では窓口で桑名駅からの近鉄線の乗車券を発売している。（一部の種類、区間のみ）

### 運営移管時の乗車券等の扱い
養老線の運営主体が近鉄から養老鉄道に変更されたことにより、乗車券等については過渡的に下記の扱いを行なった。
- 移管前に近鉄の駅で購入し、有効期限が残っている定期券については、養老鉄道移行後もそのまま使える。
- 移管前に近鉄の駅で購入し、有効期限が残っている回数券については、養老鉄道移行後は使用できない。残券については近鉄の駅で無手数料にて払い戻しが可能である。
- 近鉄全線乗り放題のフリー切符や、近鉄の株主に送付される「沿線観光施設招待乗車券」「株主優待乗車券」「株主優待乗車証」については、養老鉄道移行後は養老線内では使用できない。
- 養老鉄道移管後も、近鉄線とまたがる区間を1枚の定期券で利用できる連絡定期券を発売するが、普通乗車券の連絡きっぷは発売しない。

## 使用車両
養老線はローカル線のため、近鉄吸収合併後は専用の新車が全く製造されず、近鉄狭軌線および名古屋線の中古車全般がかき集められ、バラエティに富んでいた。しかし、現在では型落ちした幹線用統一規格通勤車が転入してきたため、基本的には幹線と変わりなくなっており、転属元は軌間の同じ南大阪線か、桑名駅で接続している名古屋線で占められている。養老鉄道移管後の2019年からは元東急電鉄の車両も使用されている。
検測は近鉄の電気検測車「はかるくん」を使用している。運営移管後も「はかるくん」による検測を行っている。

### 現在の車両
詳細は各車両の記事を参照。
- 600系・620系（編成記号はD）
  - 1992年よりモ601（旧モ1656）－サ551（サ6152）－ク501（ク1751）編成が運用開始[100]
  - 2022年にD21編成とD24編成のヘッドライト、扉開側面灯、非常時側面灯がLED化された。

| 系列         | 編成    | 車両        | 備考 |
| ------------ | ------- | ----------- | --- |
| 600系        | D01編成 | 601-551-501 | ヘッドライトLED化 大垣ケーブルテレビラッピング（運行期間2020年11月 - 2024年8月）→マルーンレッド →シナモロールみんなとつなぐトレイン（2024年10月5日-2025年1月31日） |
| 600系        | D02編成 | 602-552-502 | ヘッドライトLED化 |
| 600系        | D03編成 | 603-503     | 廃車 |
| 600系        | D04編成 | 604-504     | ヘッドライトLED化 マルーンレッド→センロク復刻塗装→京急コラボ塗装→マルーンレッド                                                                                    |
| 600系        | D05編成 | 605-505     | 廃車 |
| 600系        | D06編成 | 606-506     | 復刻ラビットカー塗装 ヘッドライトLED化 |
| 620系、625系 | D21編成 | 521-561-621 | ヘッドライトLED化 |
| 620系、625系 | D22編成 | 522-562-622 | 廃車 |
| 620系、625系 | D23編成 | 523-563-623 | 廃車 |
| 620系、625系 | D24編成 | 524-564-624 | ヘッドライトLED化 シナモロールみんなとつなぐトレイン（2024年1月28日終了）                                                                                          |
| 620系、625系 | D25編成 | 525-565-625 | 廃車 |
- 7700系（編成記号はTQ）
  - 元東急7700系で、老朽化した既存車両15両の置き換えのため、東急グループの東急テクノシステムから計15両を購入。2019年4月27日に営業運転を開始した[101][102][103]。養老鉄道で初めてのワンハンドルマスコン装備の車両である。
  - 2023年にTQ05編成のヘッドライト、扉側面灯、非常時側面灯がLED化された。
  - 同じく2023年にTQ03編成もヘッドライト、扉側面灯、非常側面灯がLED化された。
  - 2025年にTQ12編成が近鉄塩浜検修車庫での定期検査及び機器更新が終了し、2025年1月21日により運用復帰予定。

| 系列   | 編成     | 車両           | 備考                                                    |
| ------ | -------- | -------------- | ------------------------------------------------------- |
| 7700系 | TQ01編成 | 7701-7901      | 赤帯2両編成 ヘッドライトLED化                           |
| 7700系 | TQ05編成 | 7705-7905      | 緑帯2両編成 ヘッドライトLED化                           |
| 7700系 | TQ06編成 | 7706-7906      | 緑帯2両編成                                             |
| 7700系 | TQ03編成 | 7703-7803-7903 | 赤帯3両編成 ヘッドライトLED化                           |
| 7700系 | TQ12編成 | 7712-7812-7912 | 緑歌舞伎 GTOインバーター→IGBTインバーター制御へ機器更新 |
| 7700系 | TQ14編成 | 7714-7814-7914 | 赤歌舞伎                                                |

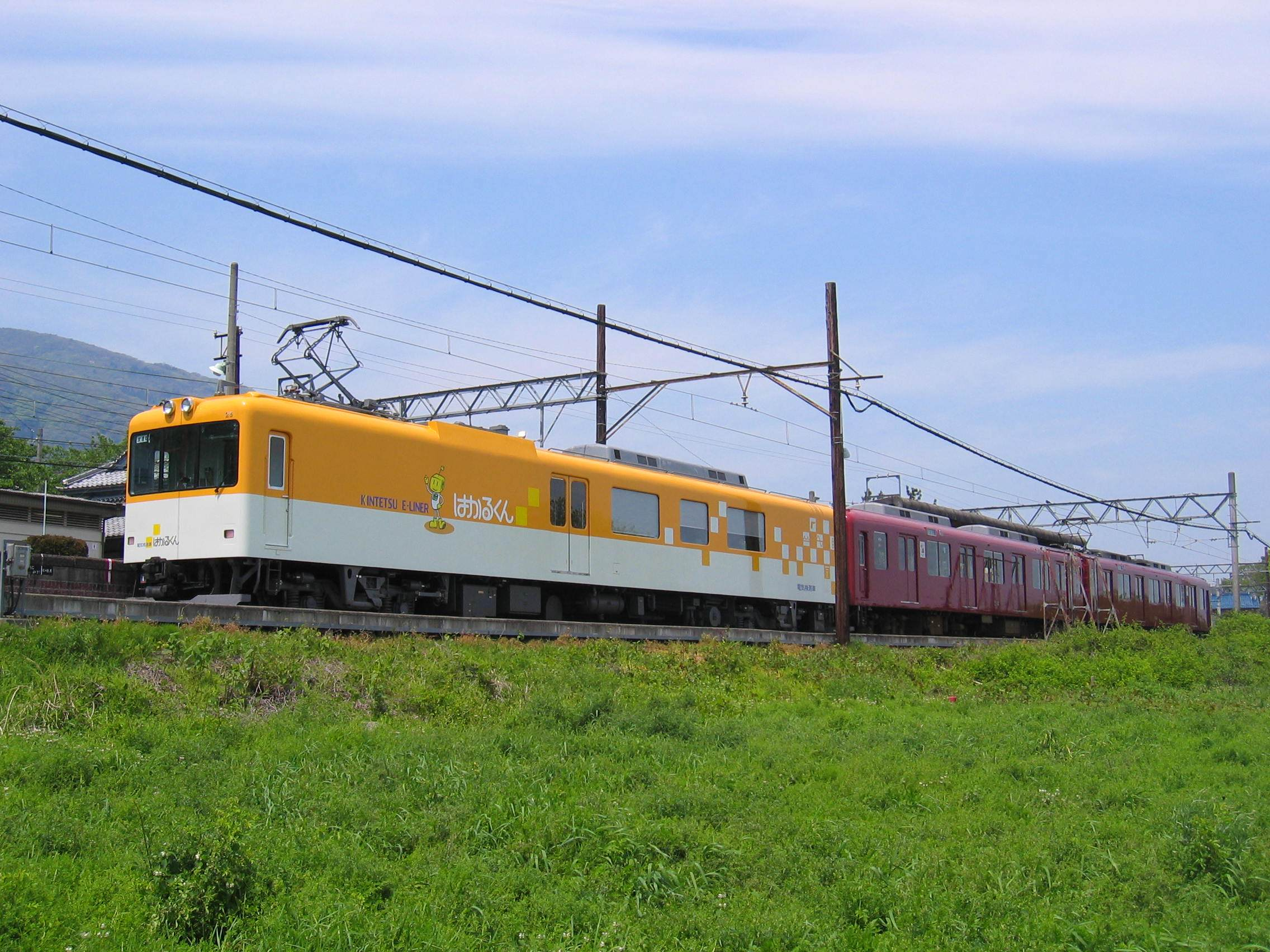
はかるくんと610系
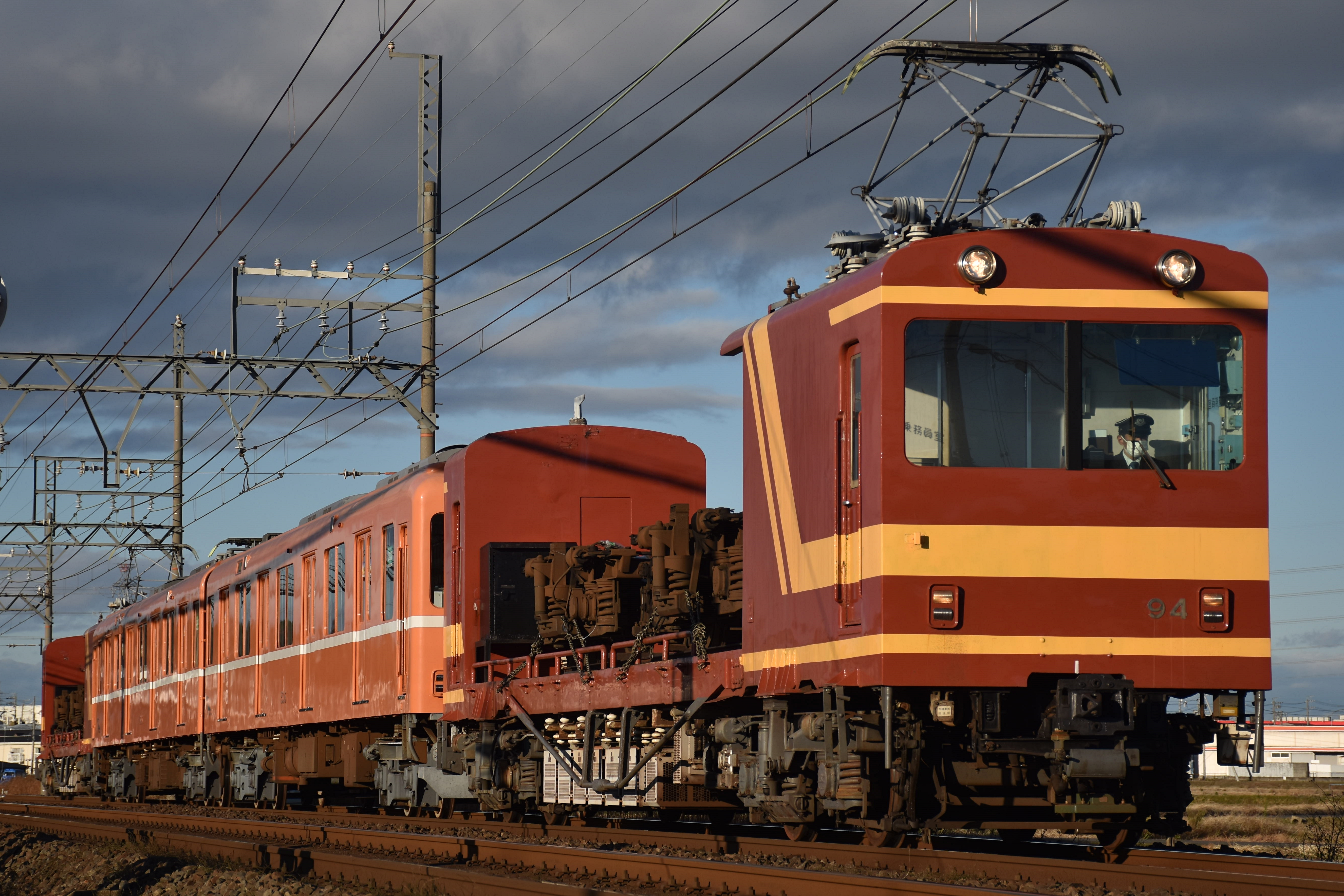
モト2711形と600系
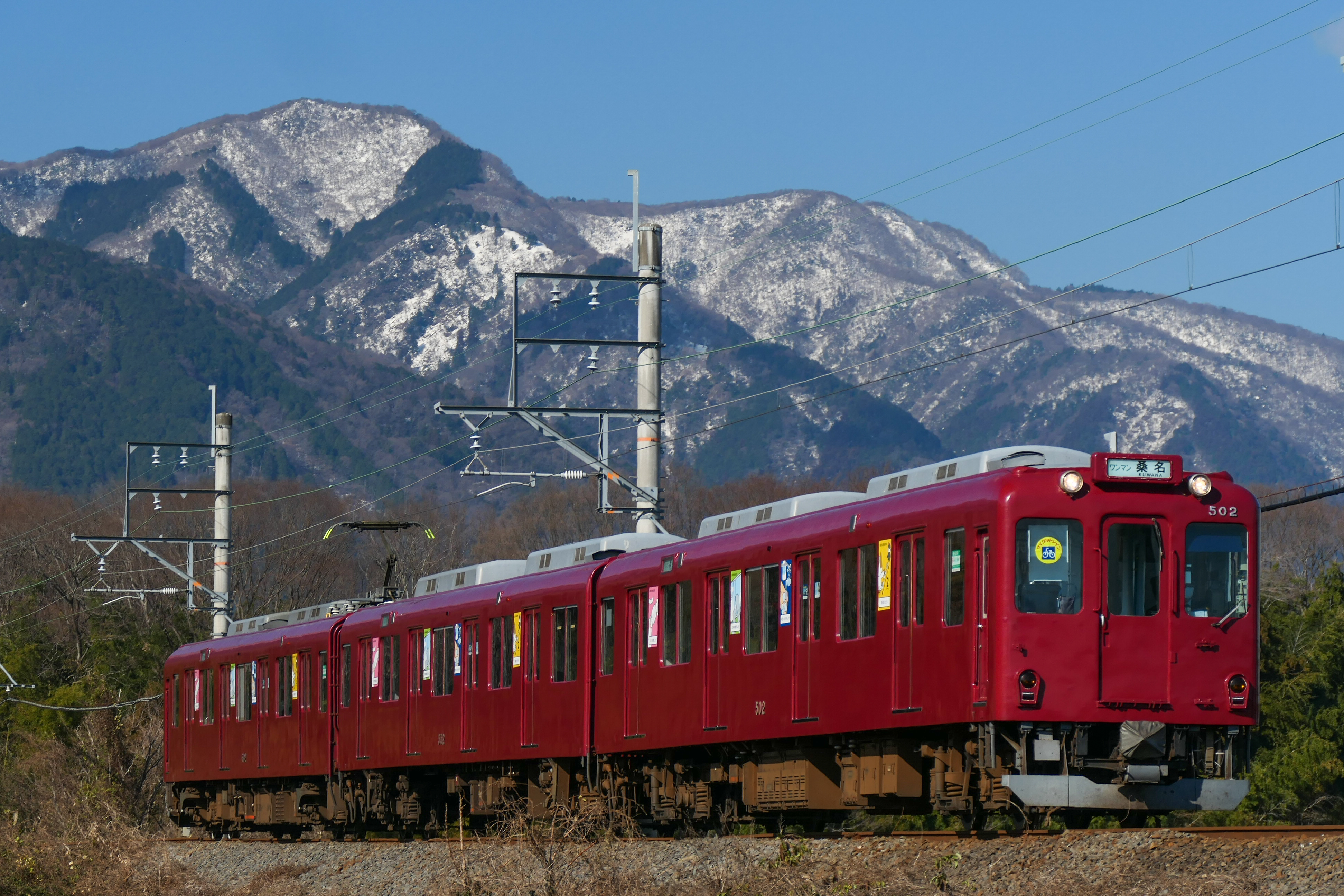
600系D02編成 丸形通過標識灯（丸目）
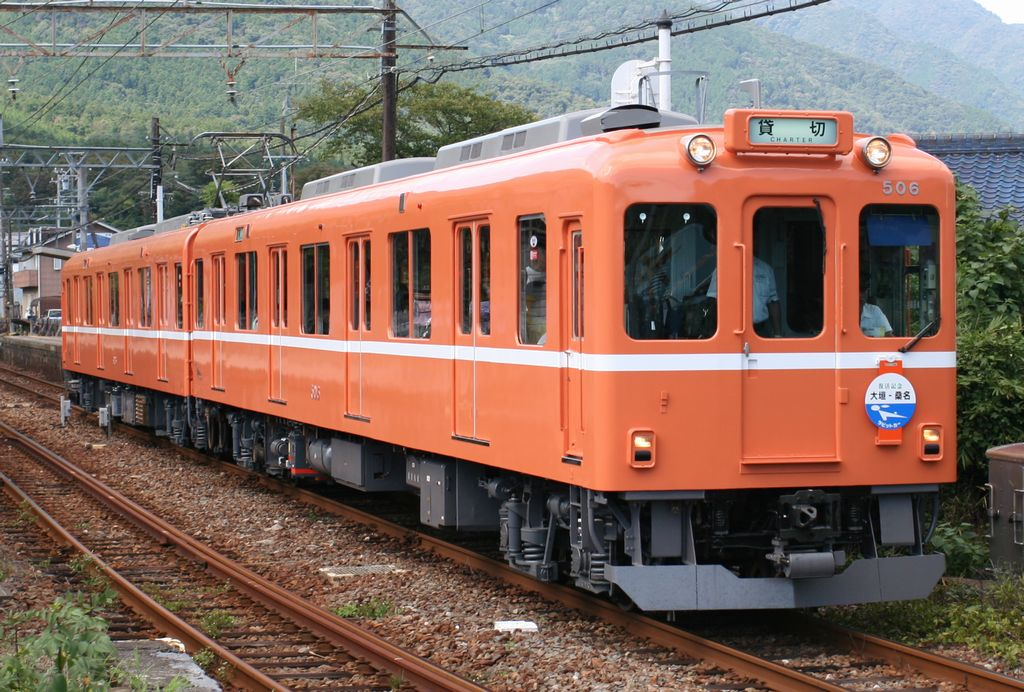
600系D06編成 角形通過標識灯（角目）
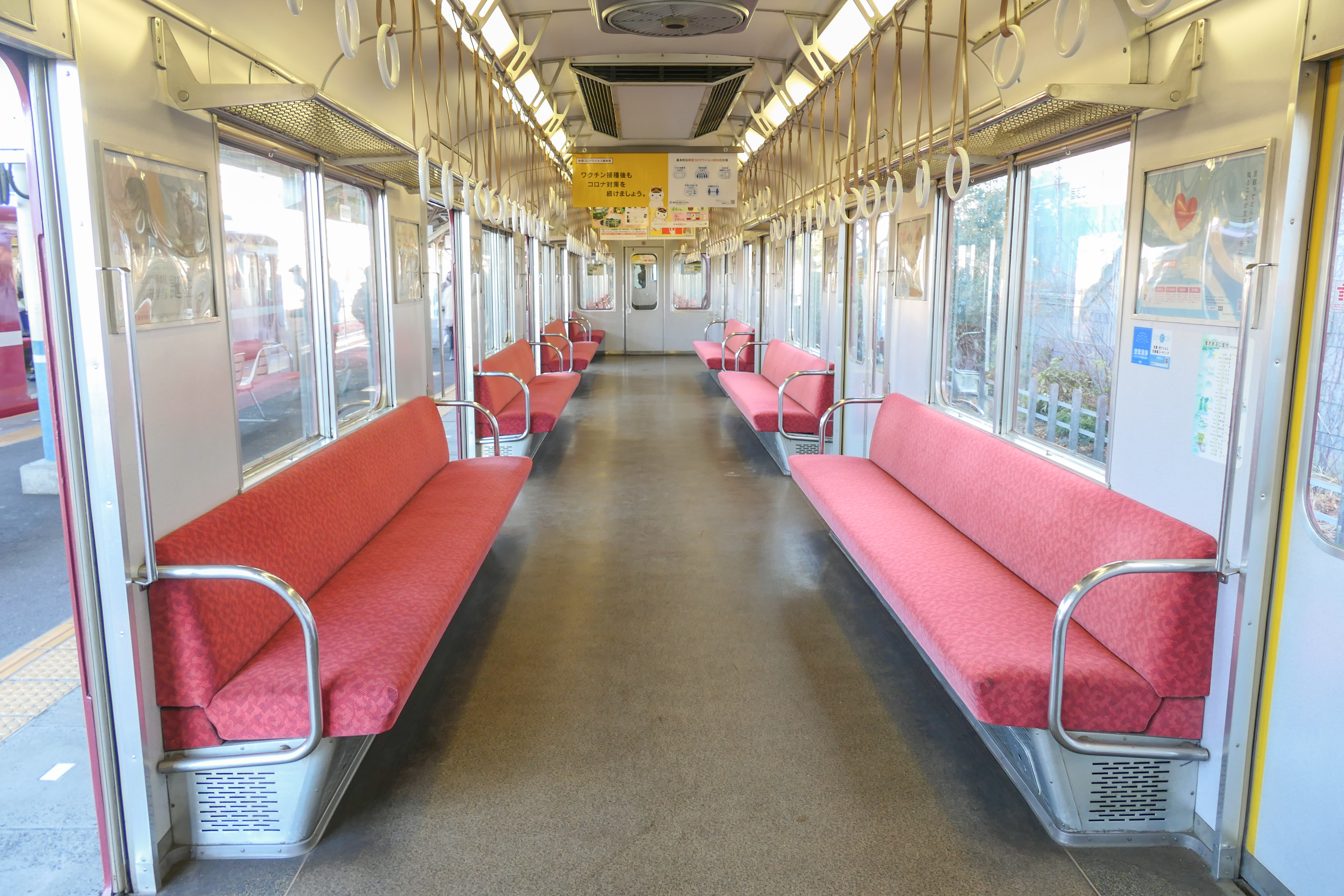
600系車内
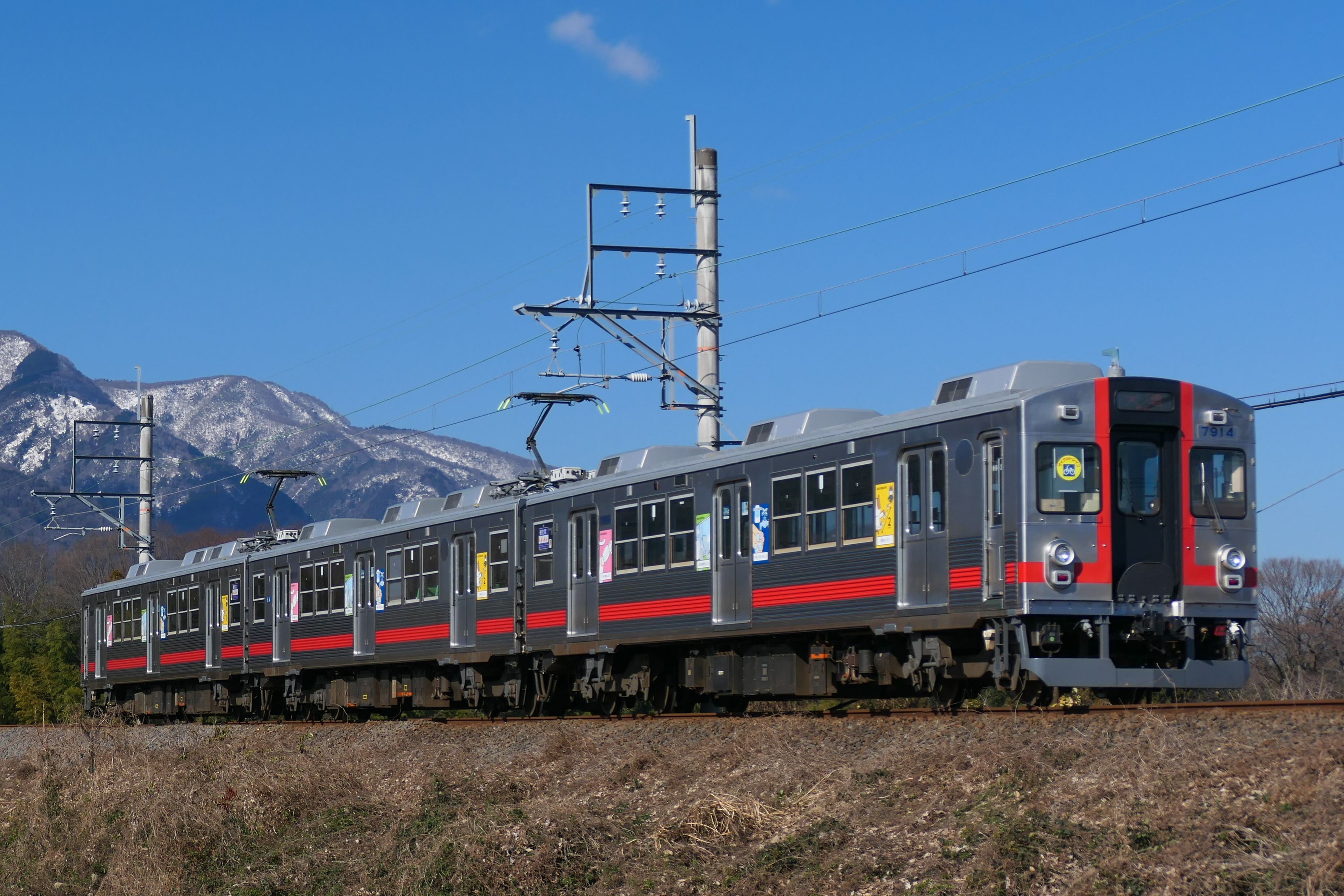
7700系TQ14編成 赤歌舞伎
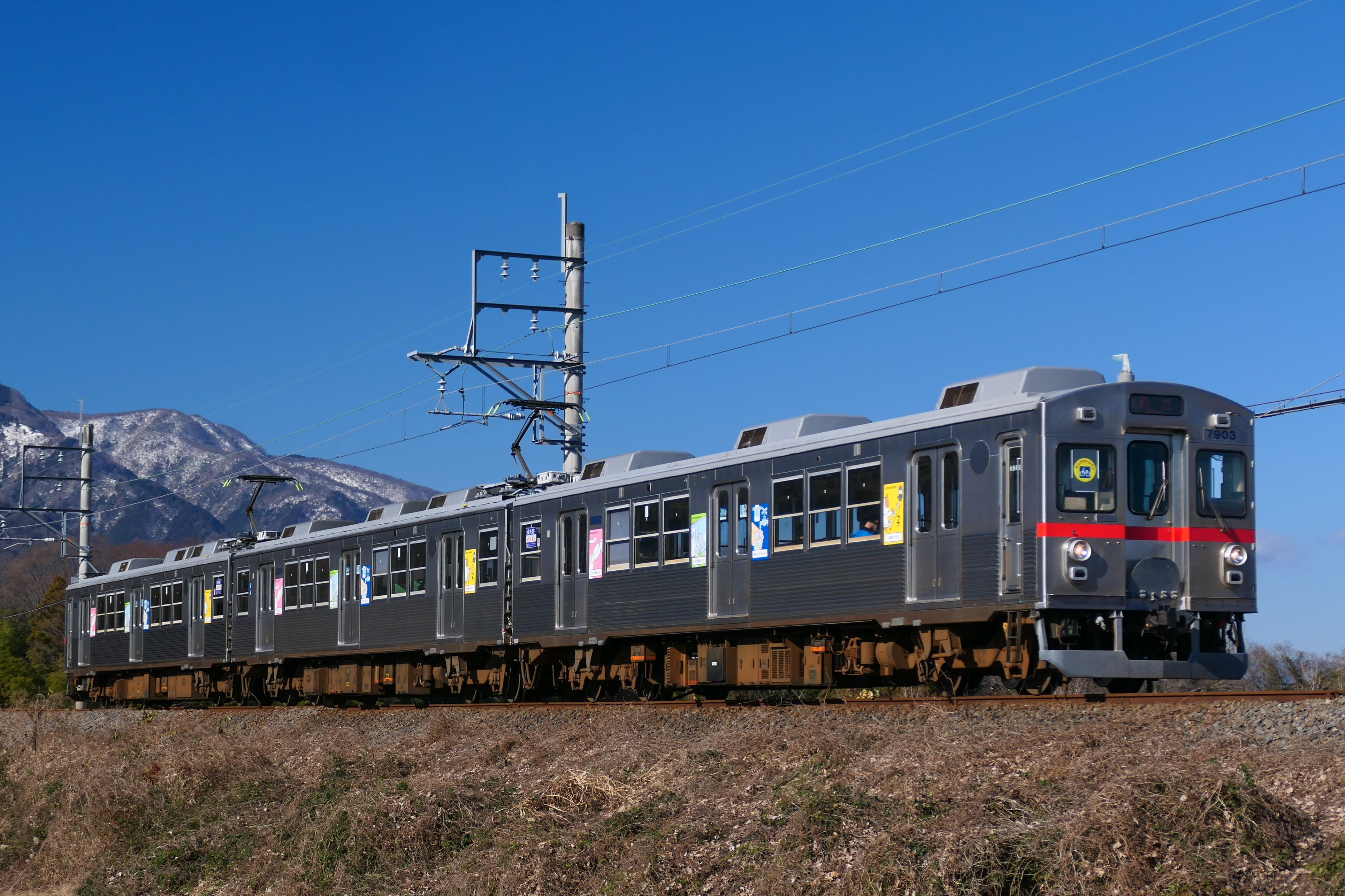
7700系TQ03編成 赤帯
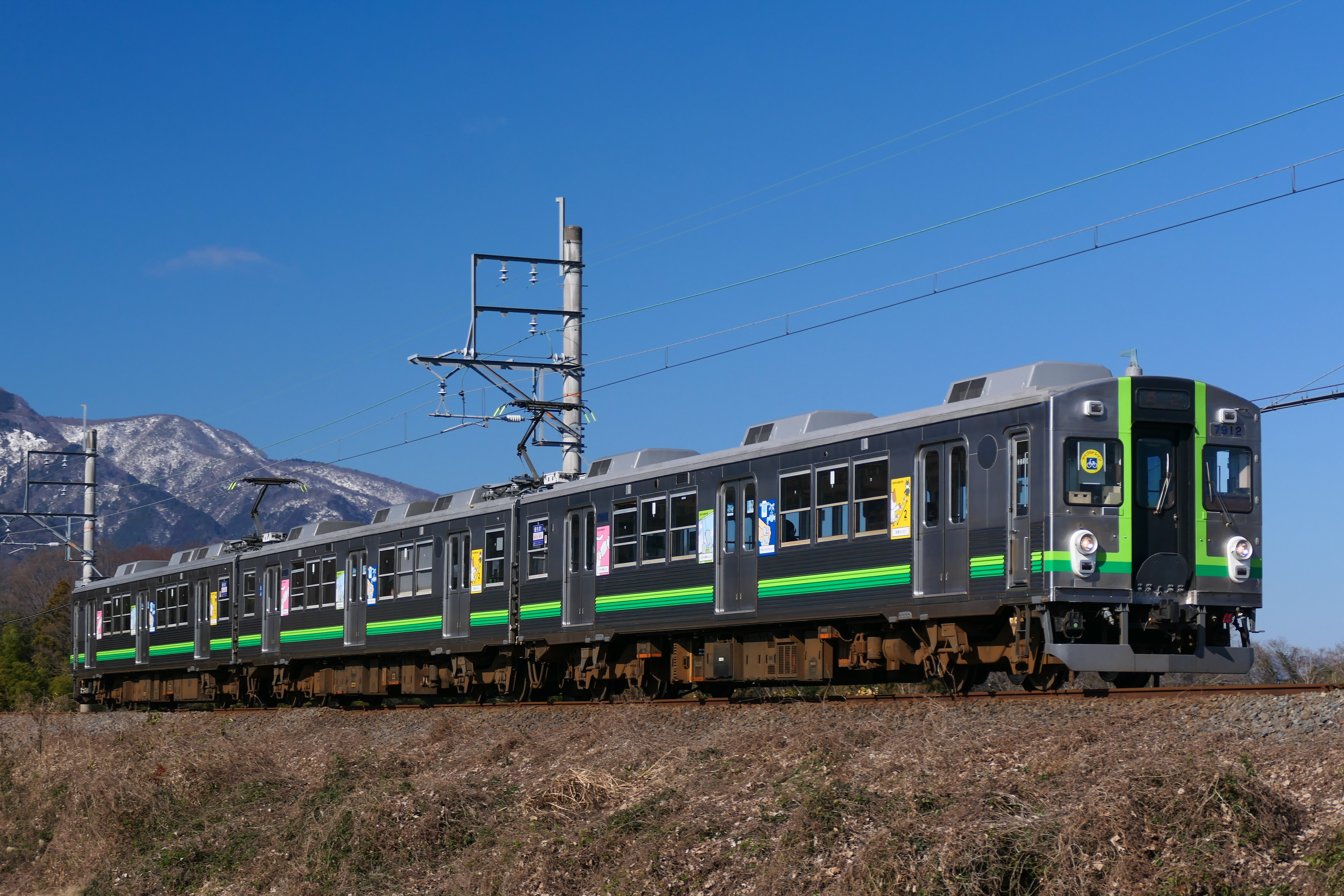
7700系TQ12編成 緑歌舞伎
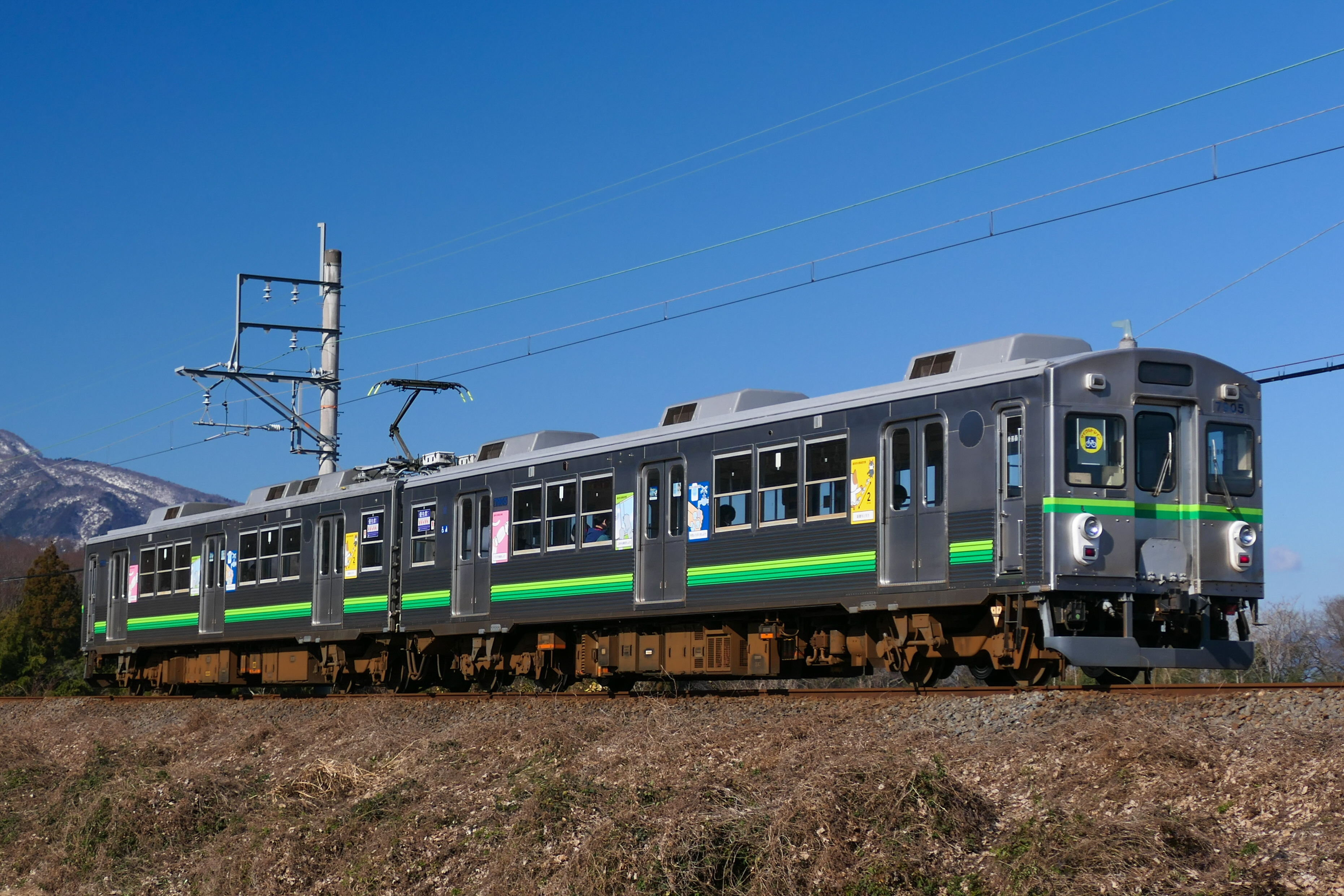
7700系TQ05編成 緑帯
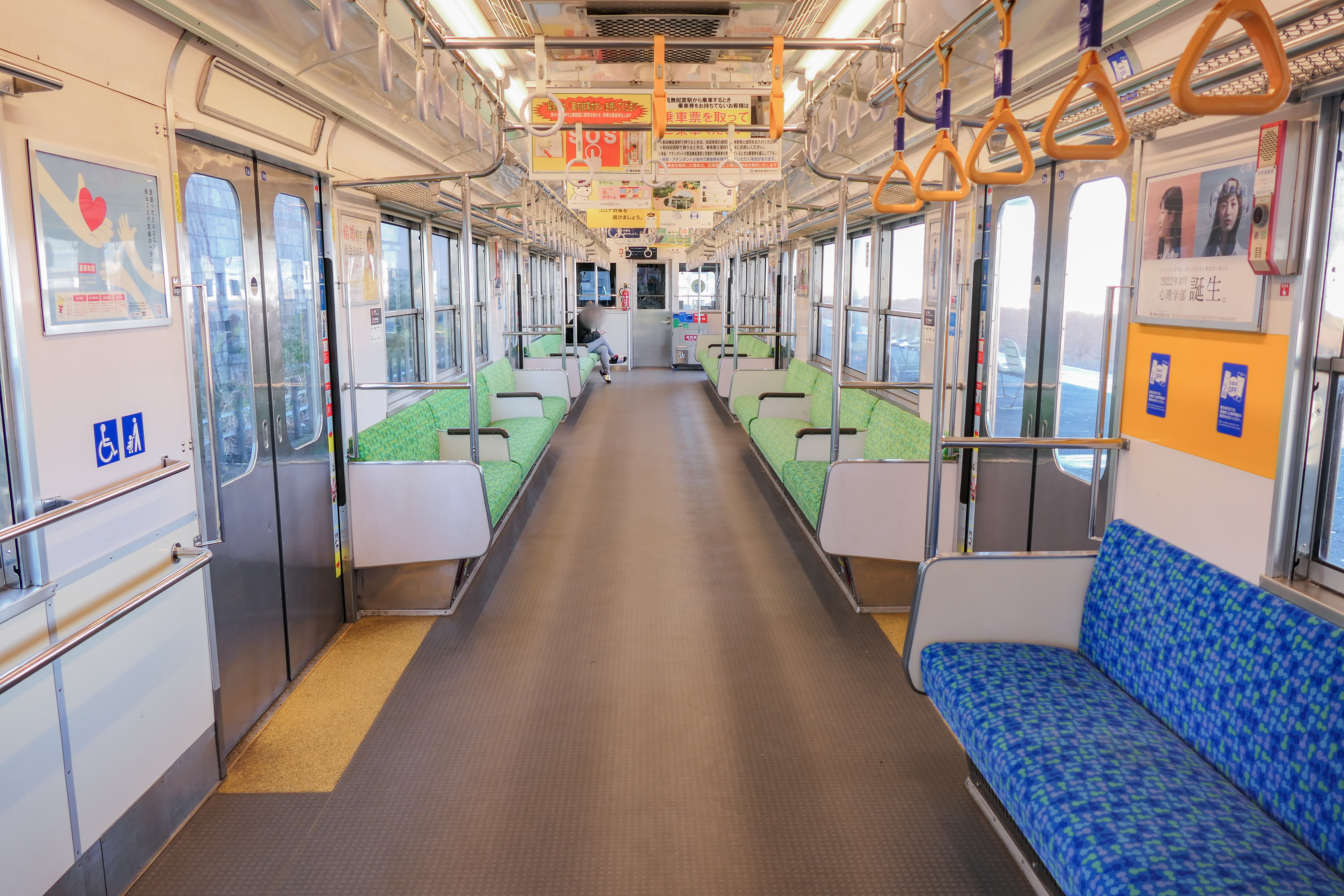
7700系車内

### 過去の車両
伊勢電気鉄道合併時（改番昭和4年10月23日）
- デハニ1（1-10）←養老電気デ1（1-10）、デハニ11（11・12）←養老電気デ11（11・12）、クハ401（401-403）←養老電気ク101（101-103）、クハ411（411-414）←養老電気ク201（201-204）

1960年時点
- 元揖斐電 モ5001形（5001-5004）、モニ5020形（5021）、モ5030形（5031・5032）、モニ5040形（5041-5043）、ク5400形（5401-5403）
- 元養老電気 モニ5011・モ5011形（5011・5012）、ク5410形（5411・5412）
- 元伊勢電 モニ5101形（5101-5106）、モニ6201形（6201・6202）1961年伊賀線に転属、クニ5421形（5421）、クニ6231形（6240）1960年伊賀線に転属

1970年時点
- 元揖斐電 モ5001形（5001-5003）、モニ5020形（5021）、モ5030形（5032）、モニ5040形（5041-5043）、ク5400形（5401-5403）、クニ5320形（5321）、クニ5330形（5331）
- 元養老電気 モ5011形（5011・5012）、ク5410形（5411-5414）
- 元伊勢電 モニ5101形（5101-5106）、モ5111形（5111・5112）、モ5121形（5121・5122）、モ5131形（5131・5132）、モ6221形（6221-6224）、クニ5421形（5421）
- 元大阪鉄道 モ5631形（5631）、モ5651形（5651・5663）
- 元吉野鉄道 ク6501形（6509・6510）

1975年時点
- 元伊勢電 モ5820形（5821-5824）、モニ6221形（6225・6226）、クニ6481形（6481-6484）、モ6241形（6242）、ク6241形（6241）
- 元大阪鉄道 モ5800形（5801-5810）、モ5651形（5659-5662）
- 元吉野鉄道 ク6501形（6507・6508）
- 元関急 モ5301形（5308-5310）、ク5301形（5301-5306）
- 元三重交通 サ5961形（5961）、サ5931形（5931）、サ5941形（5941・5945）

1981年時点
- モ6421形（6421-6426）、ク6571形（6571-6575）、サ6531形（6531）、モ6431形（6431・6432）、ク6581形（6581・6582）、モ6441形（6441・6442）、ク6541形（6541・6542）、ク1560形（1565-1569）、サ1560形（1561・1562）、モ6561形（6562）ク6561形（6563-6565）、モ5820形（5821・5822）、モ5301形（5308・5309）、ク5301形（5304・5305）、サ5961形（5961）

1992年3月末現在
- 420系
  - モ420形（421-426 旧6421-9426）421は1994年に大井川鐵道へ譲渡、ク570形（571-575 旧6571-6575）571は1994年に大井川鐵道へ譲渡、サ530形（531 旧6531）

- 430系
  - モ430形（431・432 旧6431・6432）、ク590形（591・592 旧6581・6582）

- 440系
  - モ440形（441-445 旧6441-6445）、ク540形（541-550 旧6541-6550）、ク550形（556-560 旧6446-6450）

養老鉄道移管後
- 610系・625系

| 系列  | 編成    | 車両        | 備考 |
| ----- | ------- | ----------- | ---- |
| 610系 | D11編成 | 611-571-511 | 廃車 |
| 610系 | D12編成 | 612-512     | 廃車 |
| 610系 | D13編成 | 613-513     | 廃車 |
| 610系 | D14編成 | 614-514     | 廃車 |
| 625系 | D25編成 | 525-565-625 | 廃車 |
上記以外に在籍
- ク530形

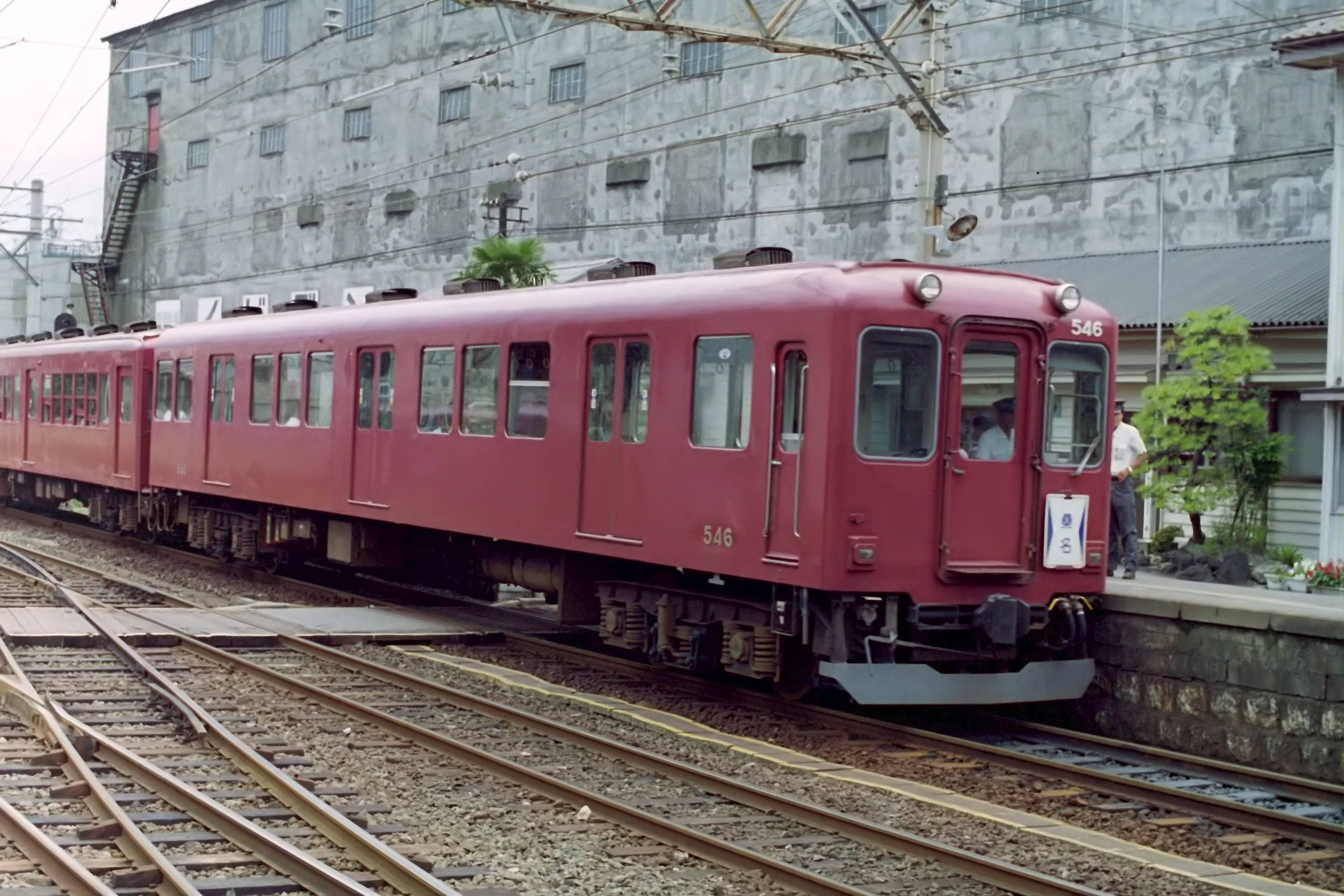
ク546
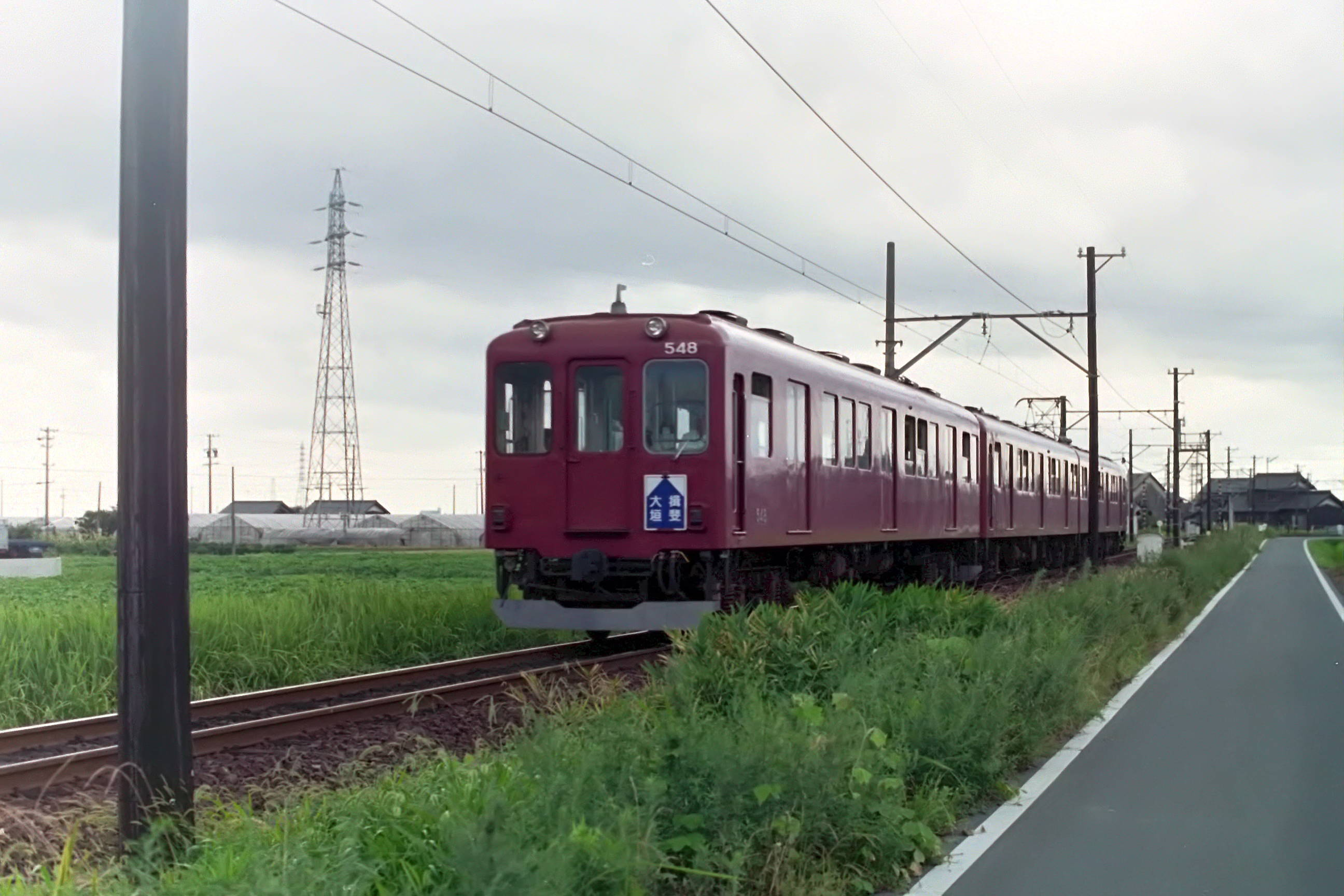
ク548
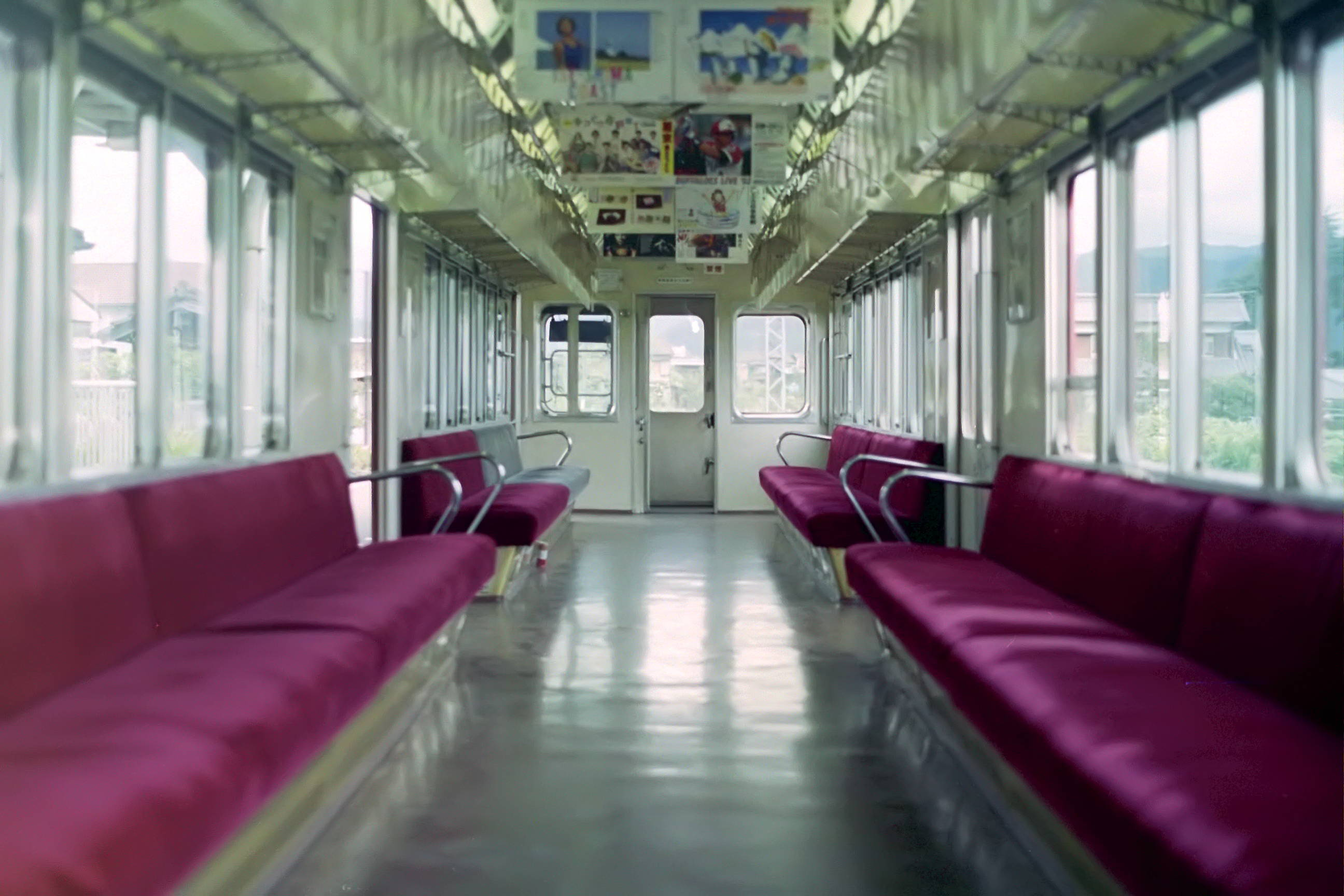
ク548 車内
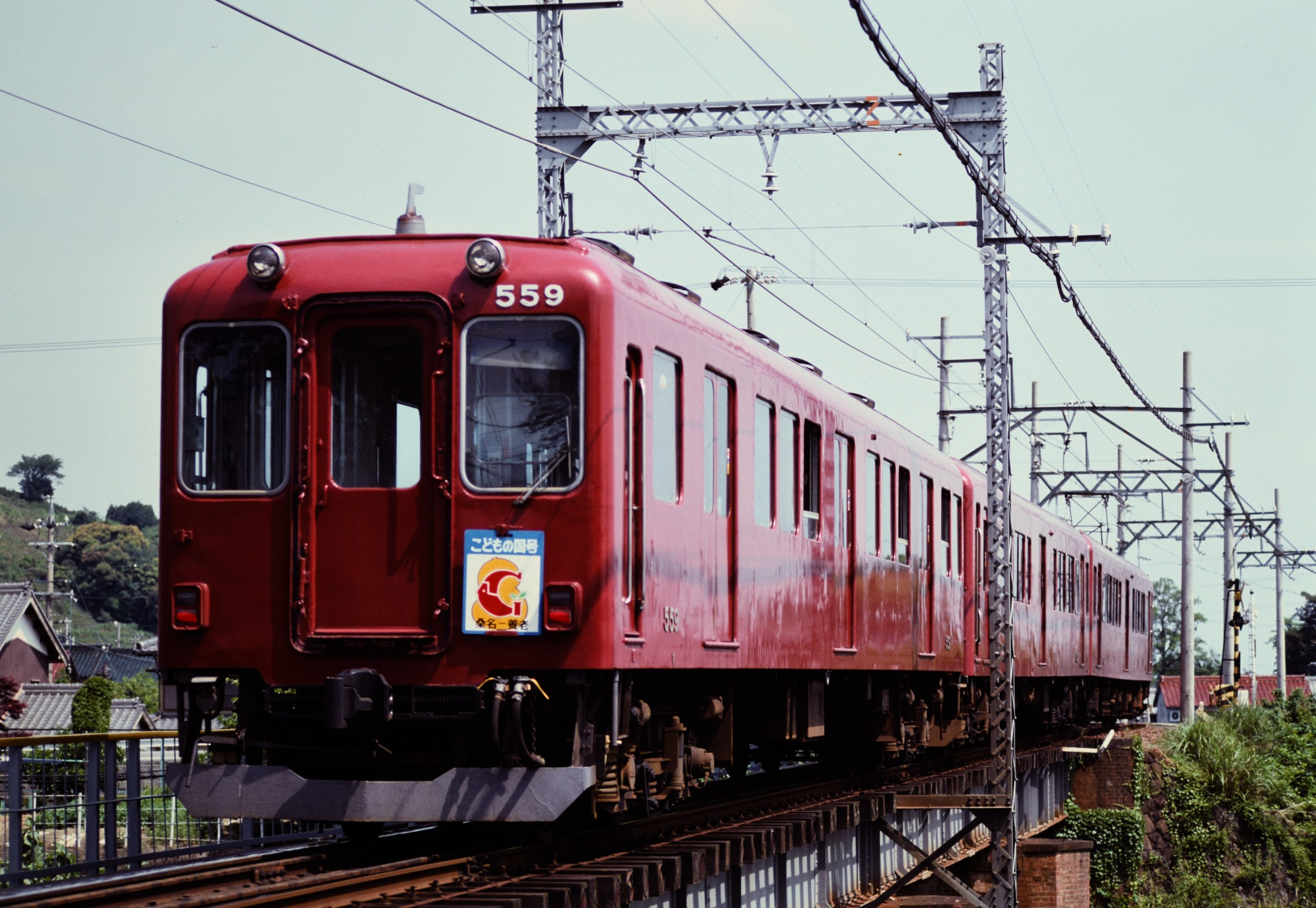
ク559
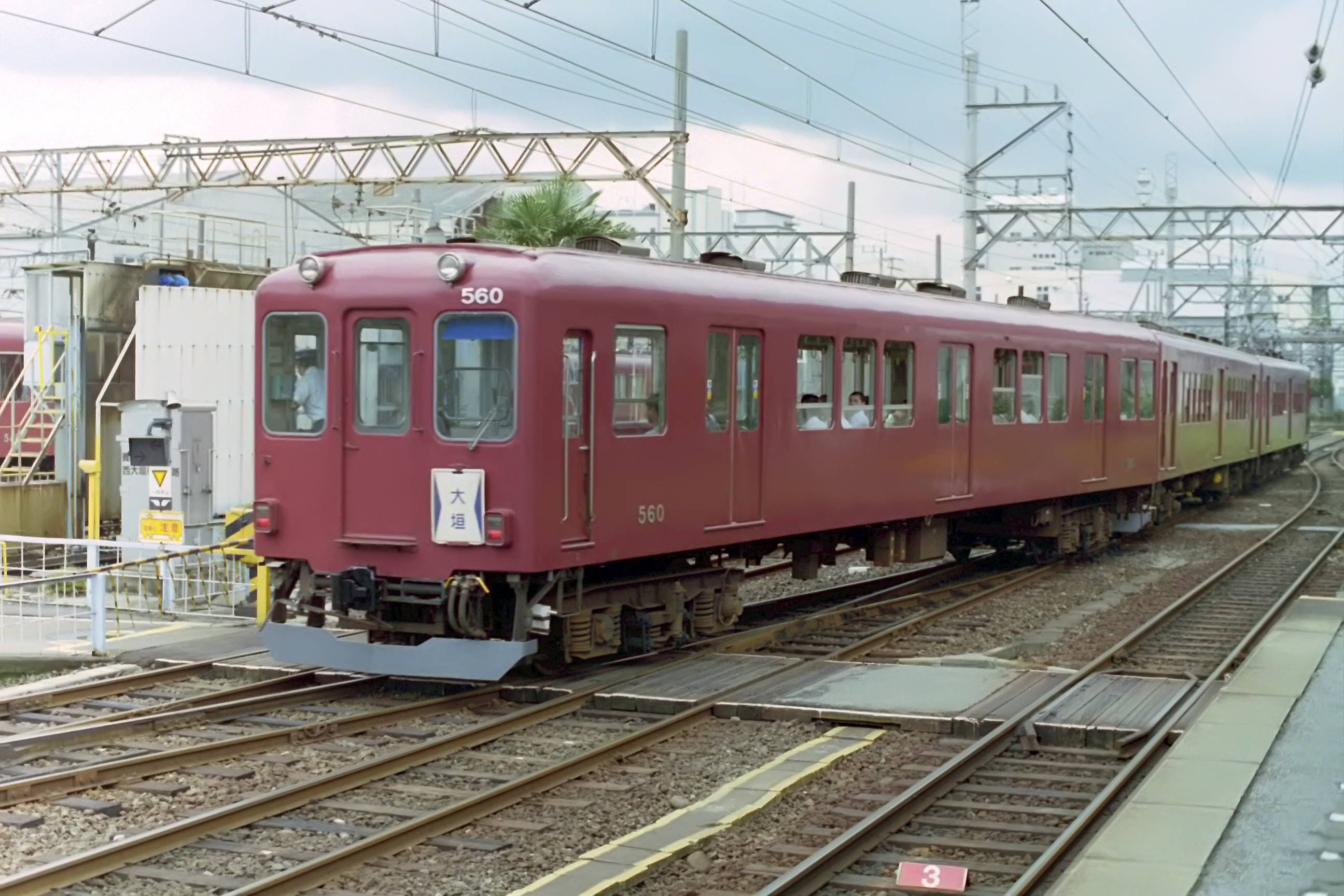
ク560
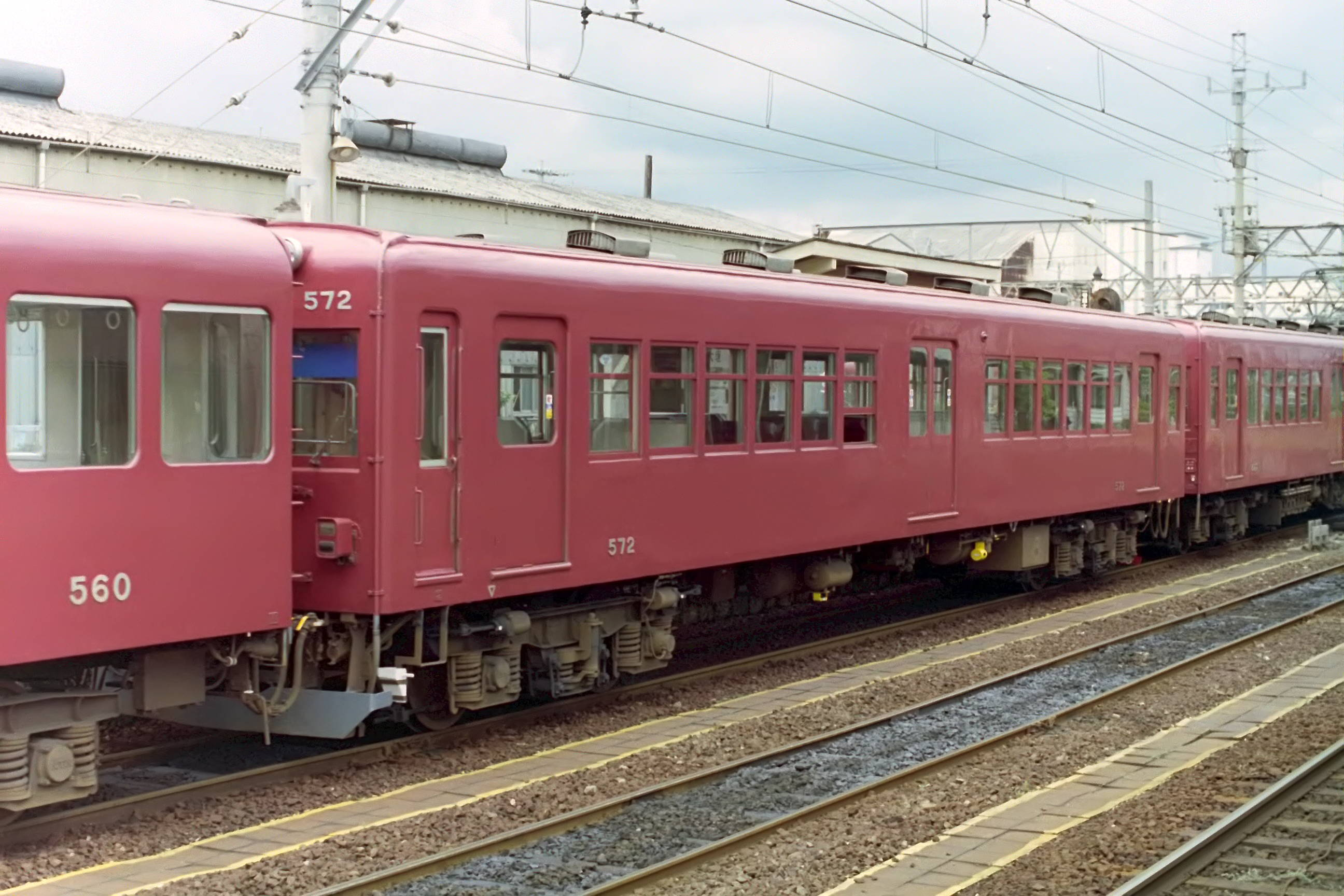
ク573
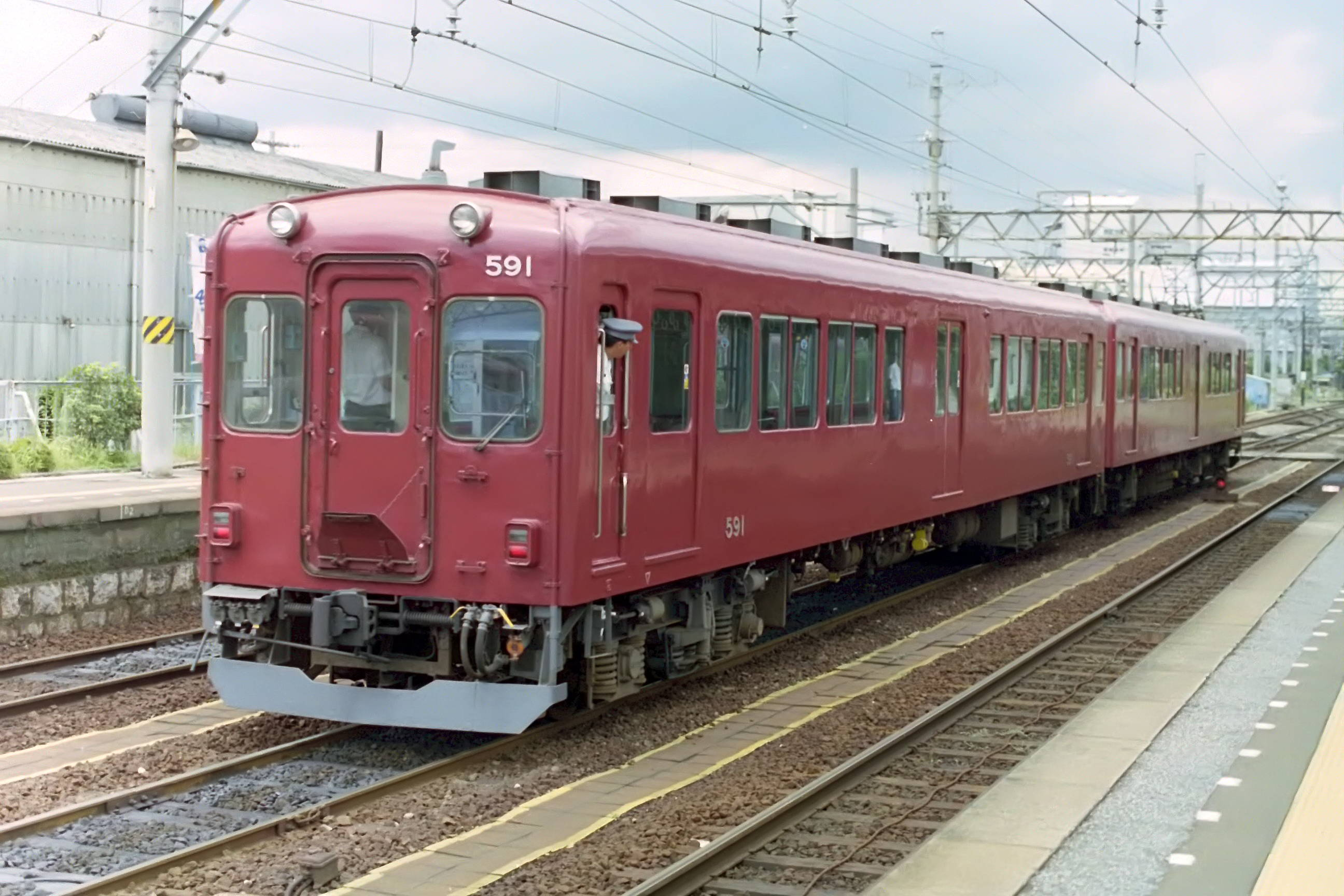
ク591
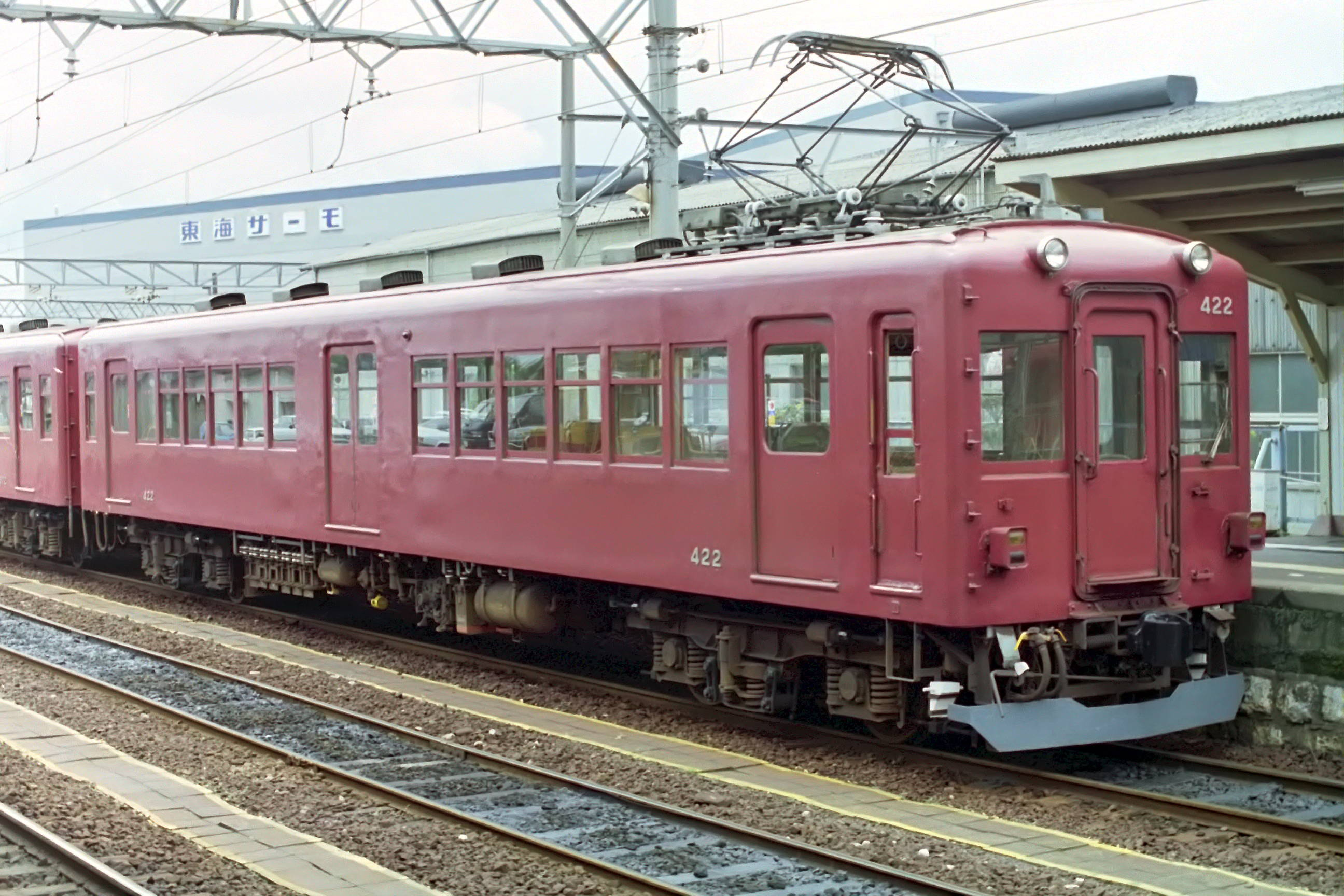
モ422
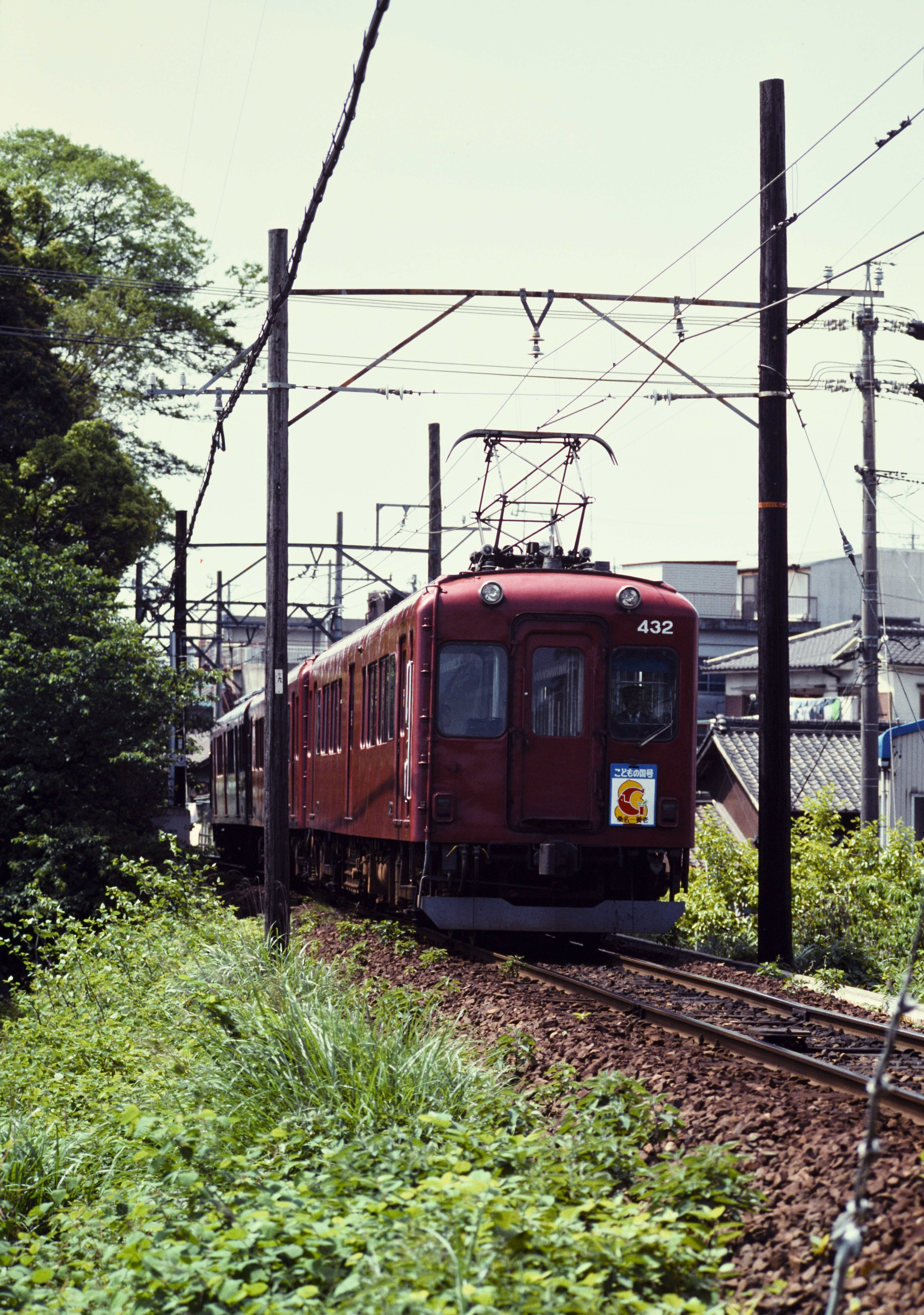
モ423
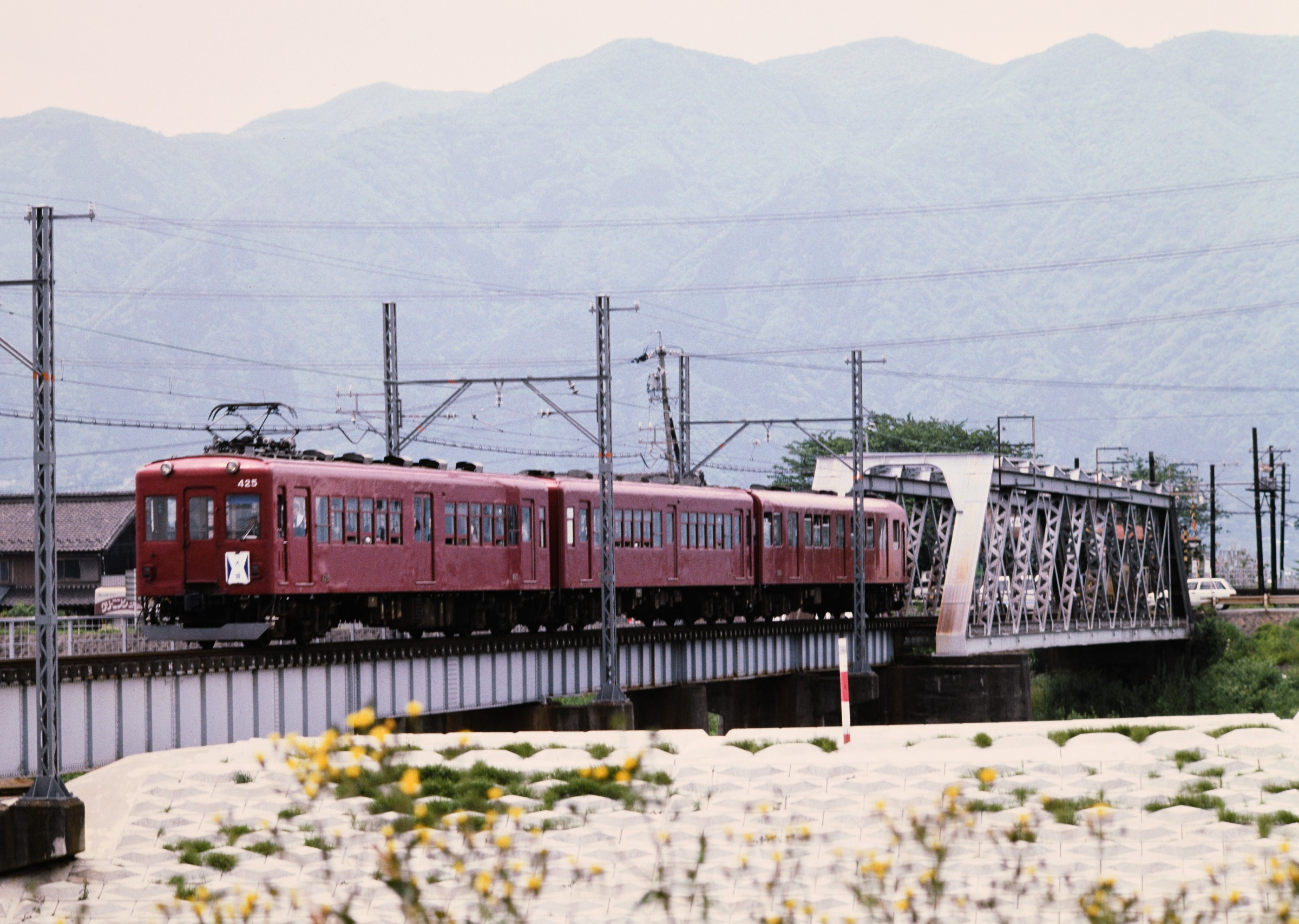
モ425
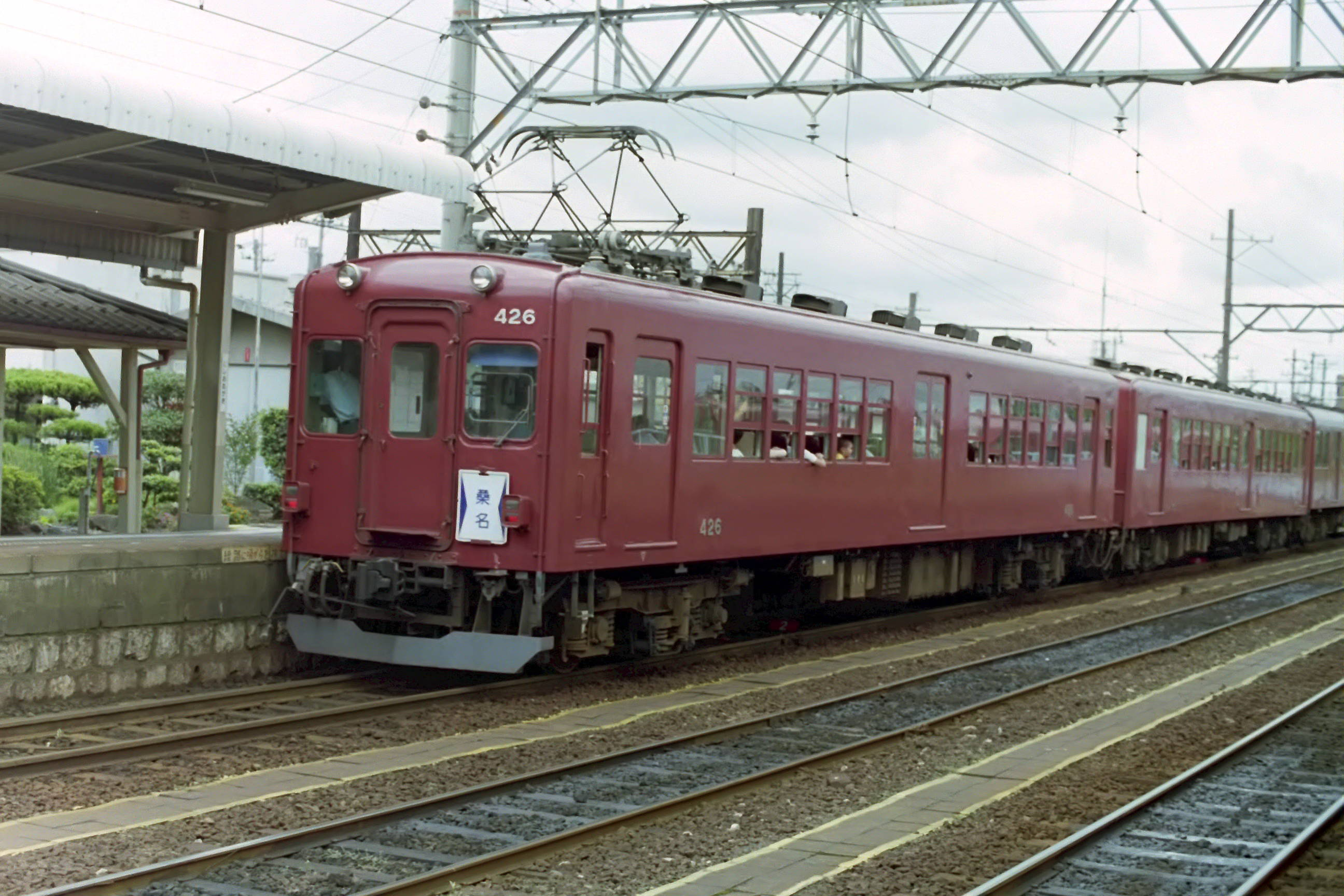
モ426
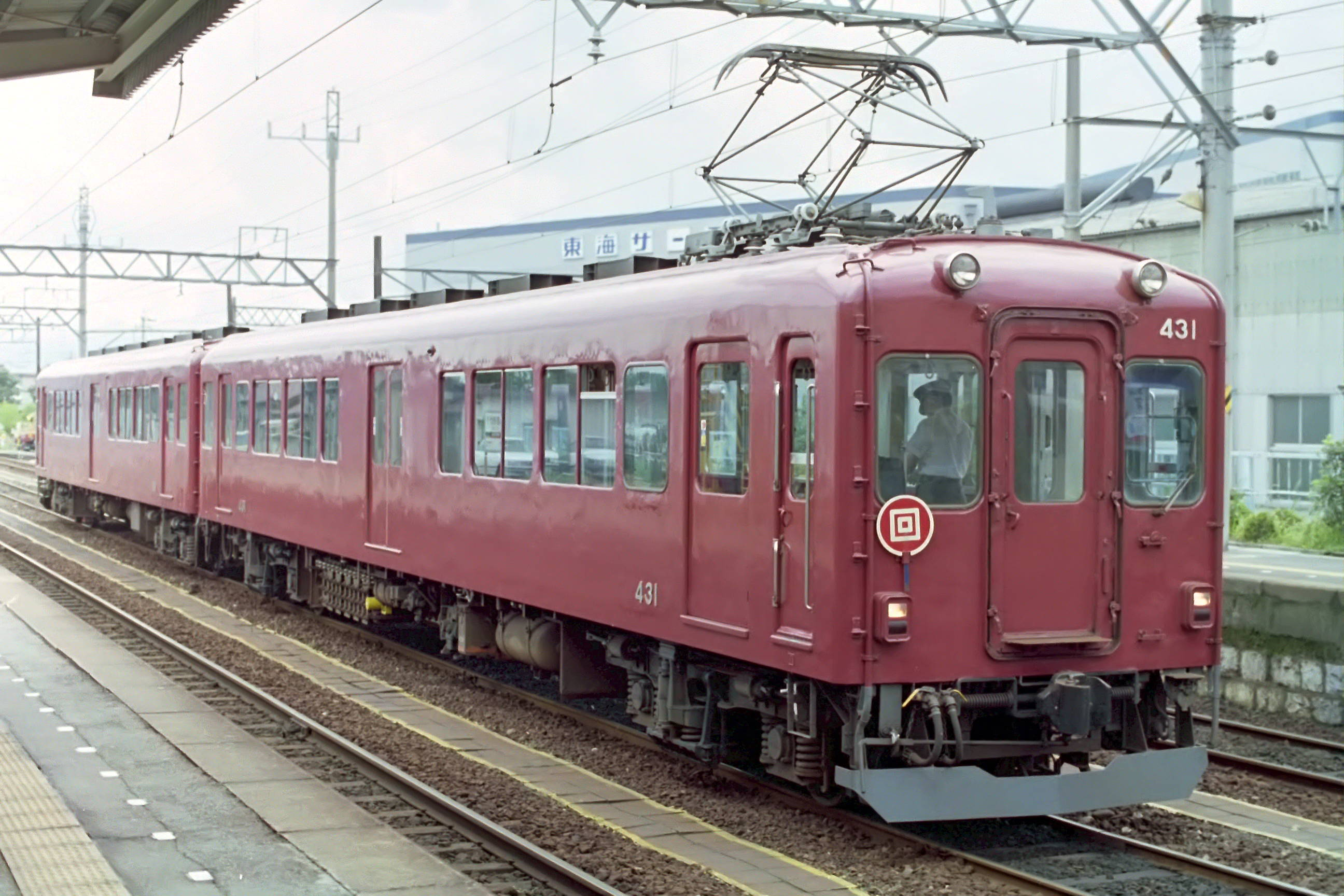
モ431
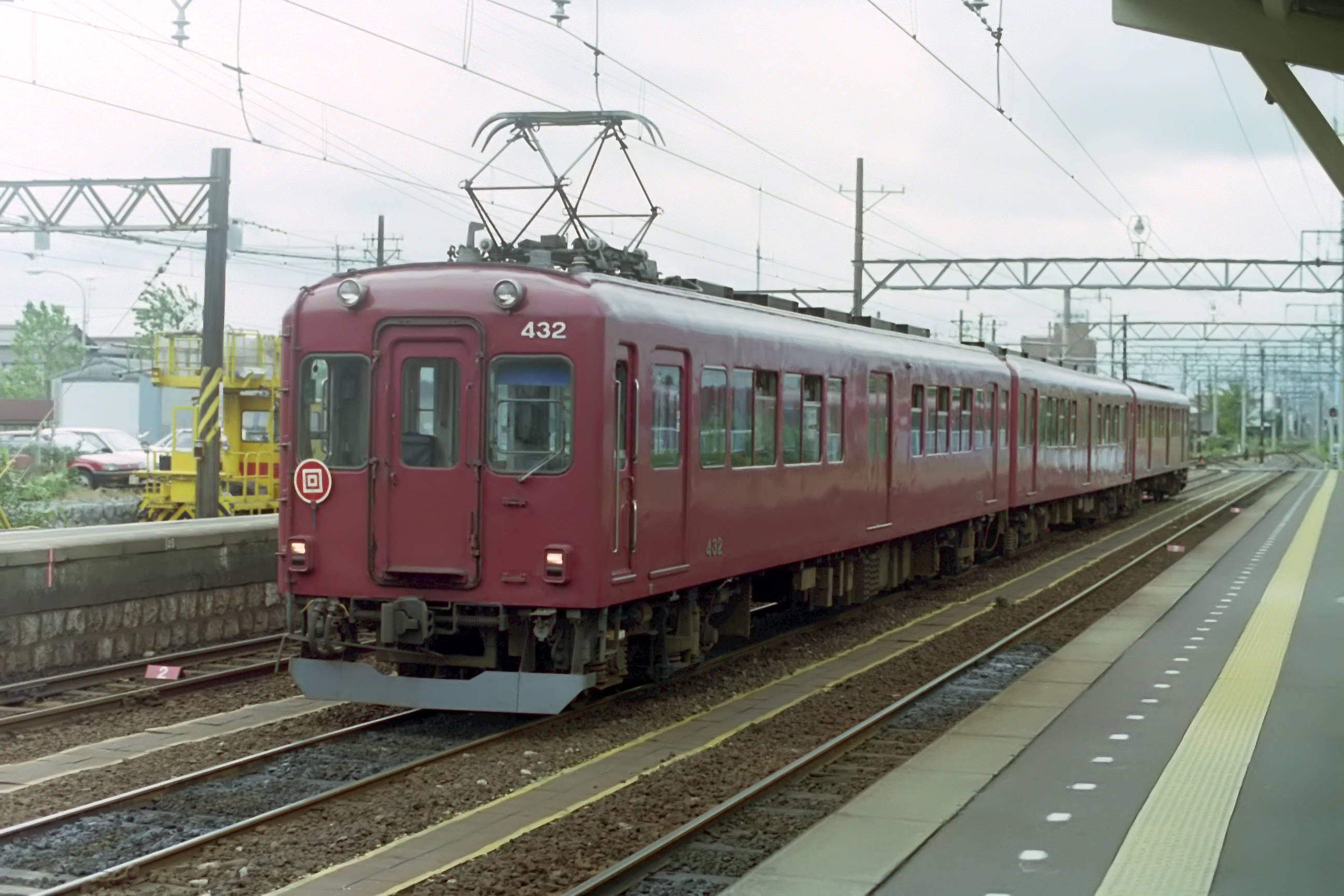
モ432
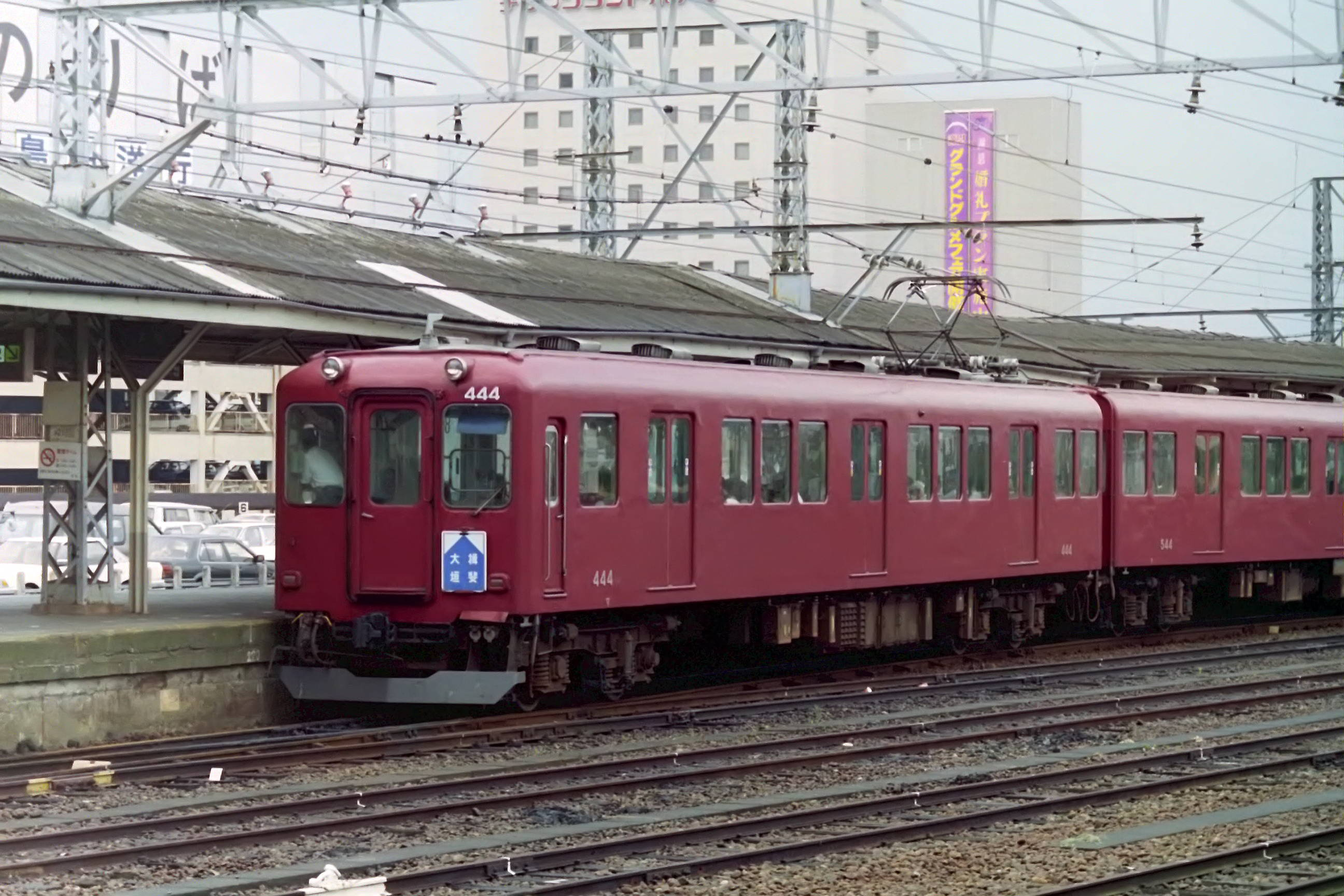
モ444
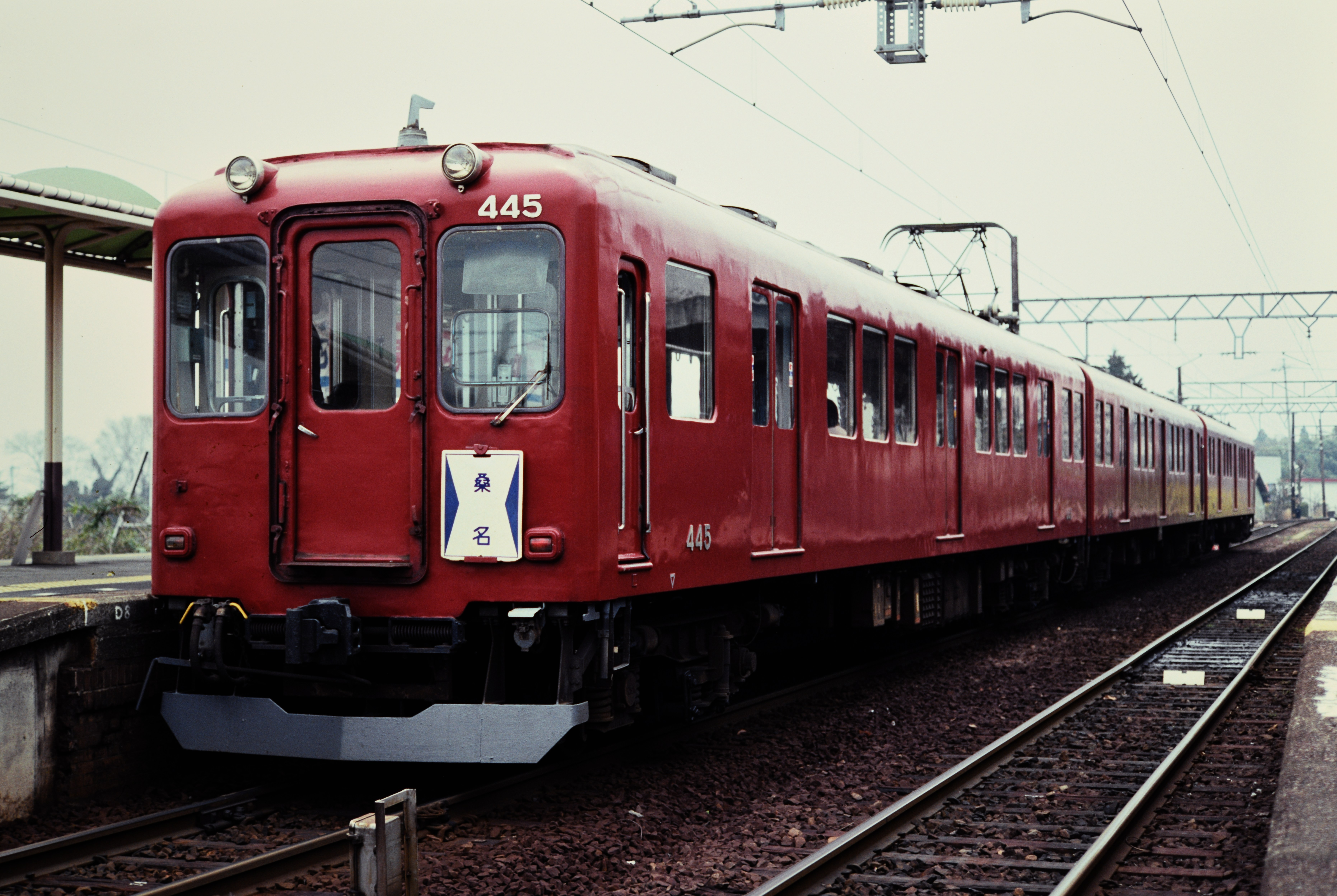
モ445
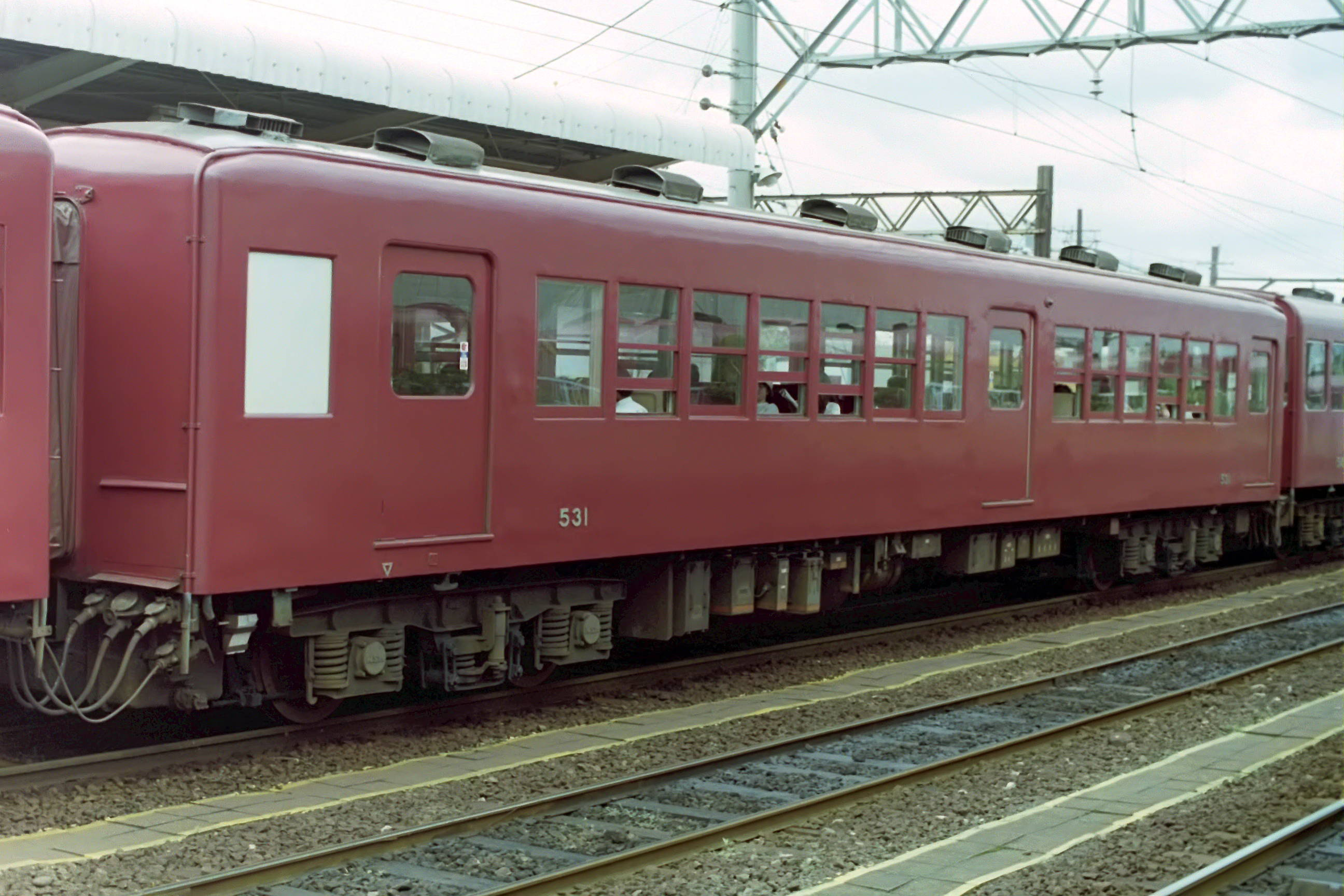
サ531
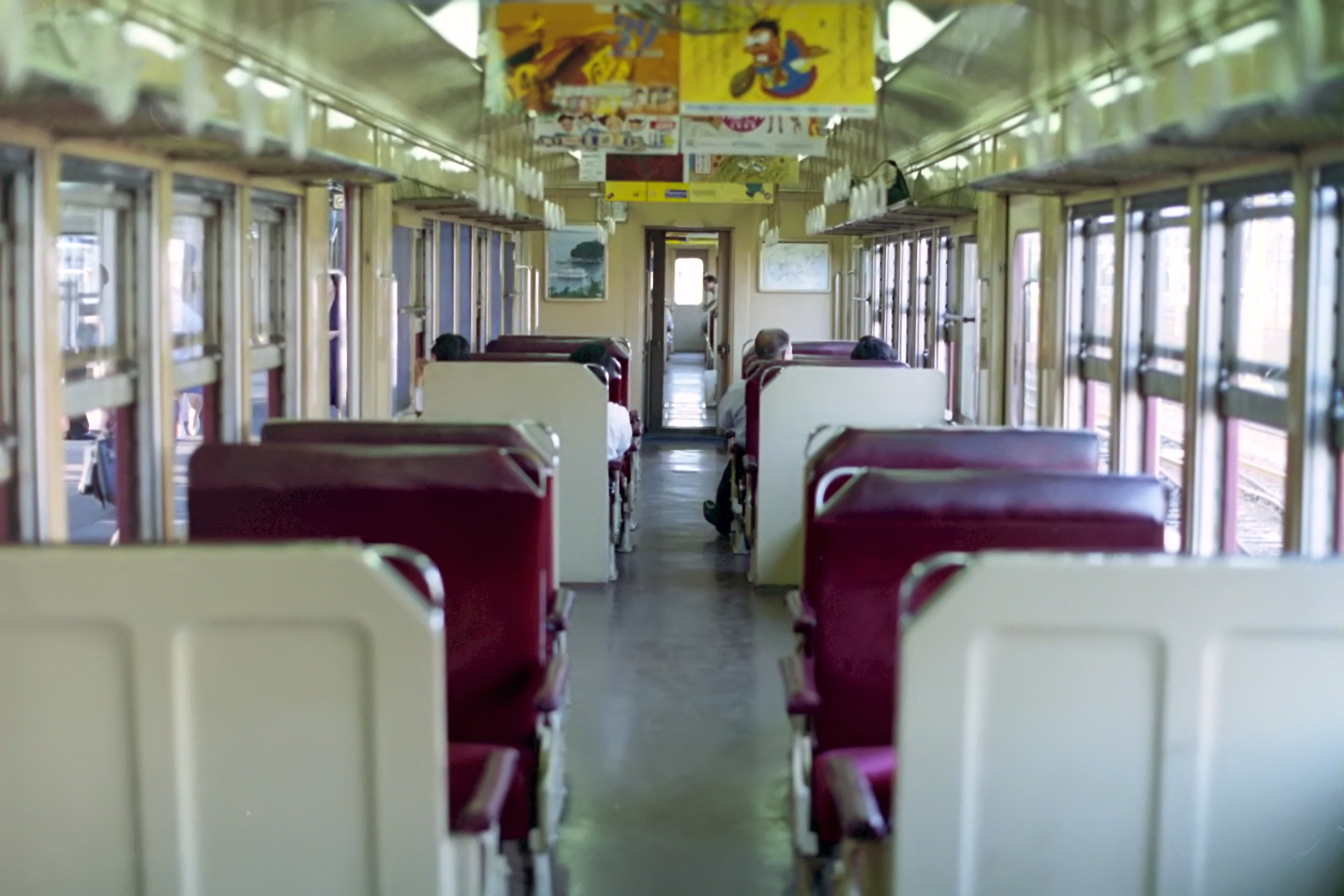
サ531車内
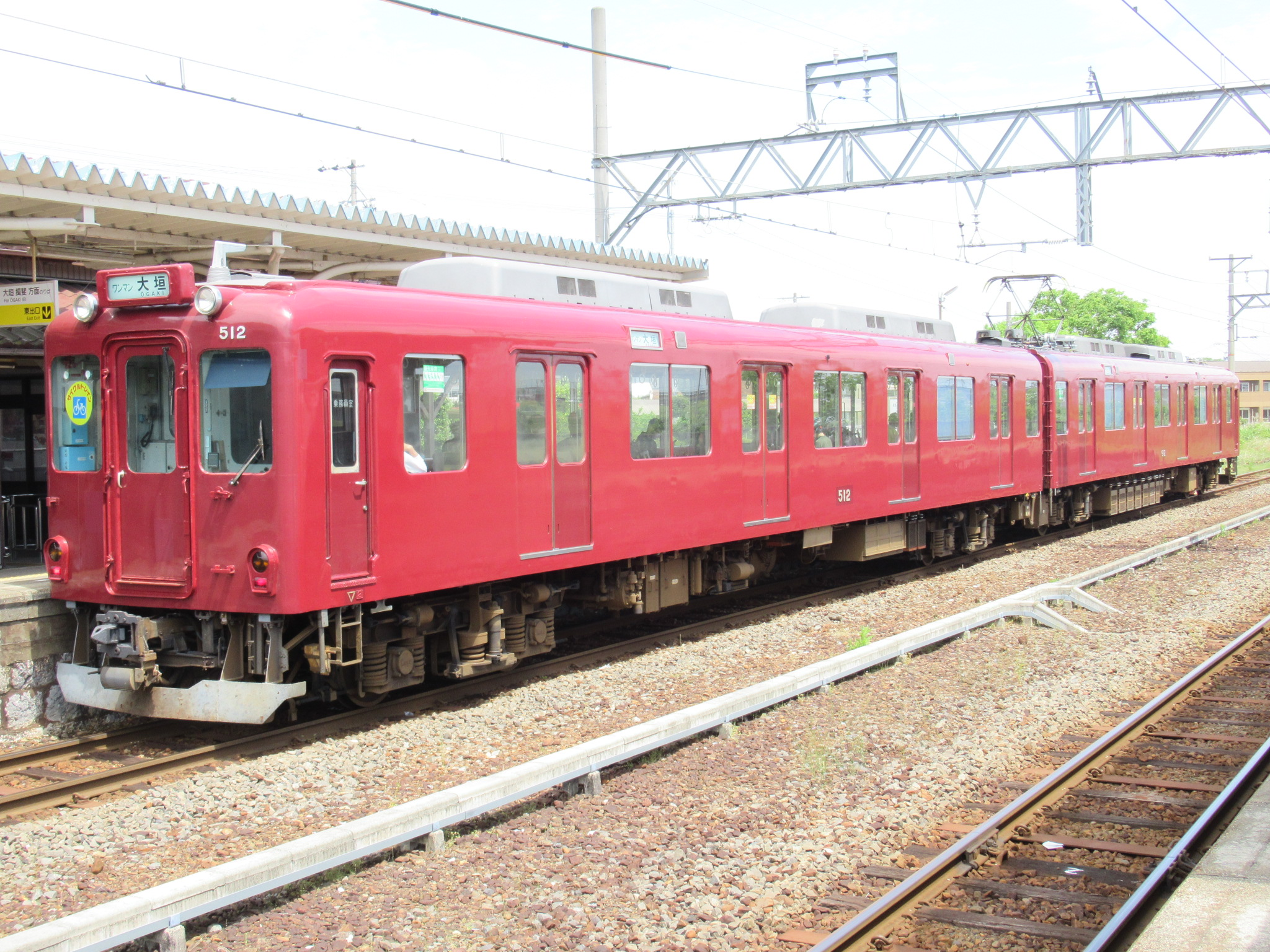
512
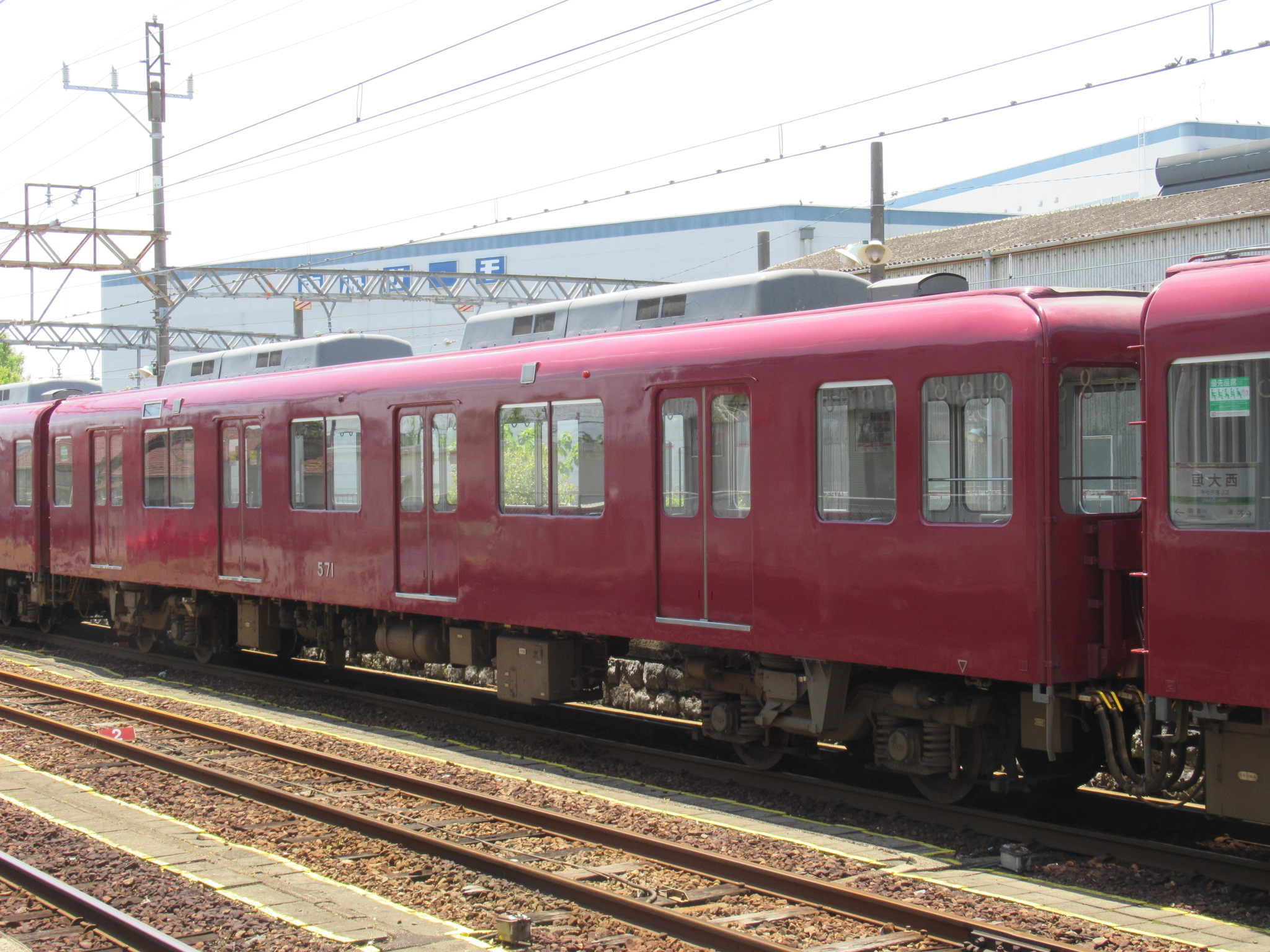
571
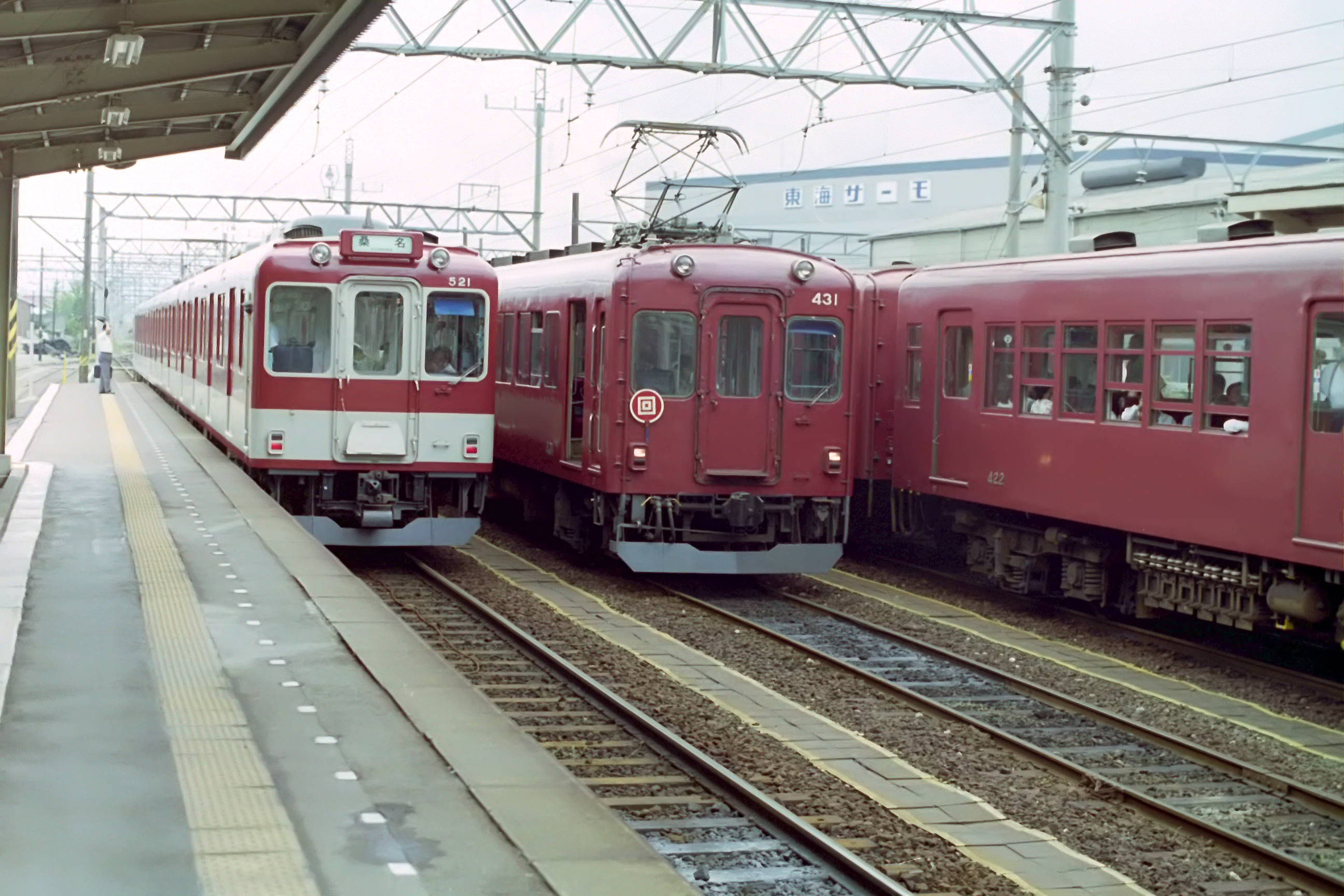
620系、430系
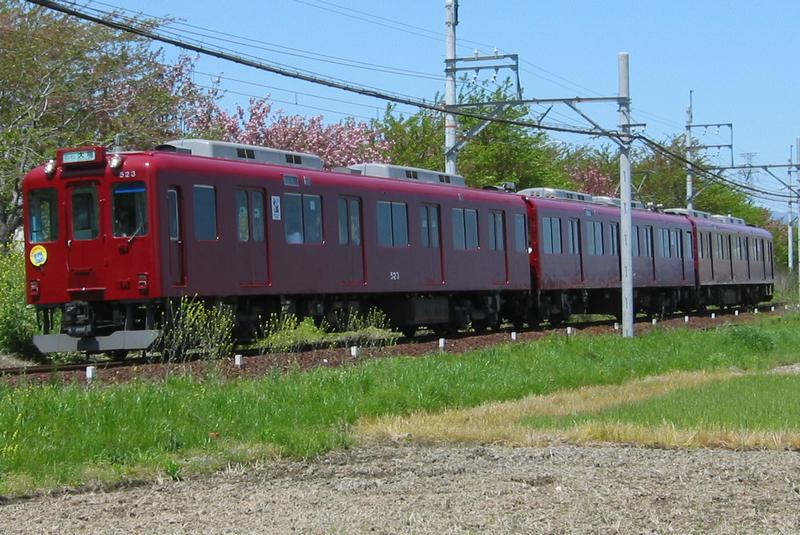
623F

#### 機関車
開業時より1923年まで動力は蒸気機関車であったが近鉄成立前に処分されている。すべて鉄道院からの払下げ車で開業時に5両、7号のみ1919年に増備された。
- 蒸気機関車
  - 1・2 - 元鉄道院1020形（1020・1021）。1922年大同電力へ売却。
  - 6 - 元鉄道院1180形（1180）。1925年防石鉄道へ売却。
  - 11・12 - 元鉄道院1230形（1230・1231）。1925年水戸鉄道（2代）へ売却。
  - 7 - 元鉄道院1040形（1044）。1926年まで在籍していたが処分先は不明。
- 電気機関車
  - デ31形 - 貨物列車、入換、除雪用に使用。

#### 客車
開業時南海鉄道から電化により余剰となった二軸客車24両を購入。二等車（ロ1-4）、三等車（ハ21-28、31-38）、三等緩急車（フハ29・30・39・40）。電化以降1923年淡路交通鉄道線へ7両、1924年湖南鉄道へ1両、1924年武州鉄道へ2両、1925年水戸鉄道（2代）へ5両、1927年駄知鉄道へ1両を売却。残りの8両は貨車化され近鉄に引継がれる。

#### 貨車
開業時南海鉄道より有蓋緩急車6両、有蓋貨車24両、手用制動機付無蓋貨車4両、無蓋貨車16両を購入。

## 系統板・方向幕
養老線では運行区間や行先、列車名を示す系統板や方向幕として以下の表示のものが使用された。

### 系統板
- 大垣-桑名（現在は使用中止）
- 大垣-揖斐（現在は使用中止）
- 美濃本郷-美濃山崎（イベント時のみ使用）
- 西大垣（昼間時間帯の一部列車のみ使用）
- 養老（イベント時のみ使用）
- 駒野（イベント時のみ使用）
- 多度（イベント時のみ使用）
- みかん号（終了）
- 初代HELLO KITTY（ハローキティ）（D01編成）（終了）
- 伊勢神宮初詣（1月の貸切時のみ使用）
- 音楽列車（終了）
- 枡酒列車（イベント時のみ使用）
- 薬膳列車（薬膳姫）（現在は使用停止）
- HALLOWEEN（ハロウィーン）（終了）
- YOROSEVENCATS（D06編成）（終了）
- 桑名市（現在は使用停止）
- 海津市（現在は使用停止）
- 養老町（現在は使用停止）
- 大垣市（現在は使用停止）
- 神戸町（現在は使用停止）
- 池田町（現在は使用停止）
- 揖斐川町（現在は使用停止）
- 徳山ダム号（終了）
- さくら号（終了）
- 養老鉄道開業10周年記念（D21編成）（終了）
- 養老線全線開通100周年×京急創立120周年記念（D02編成のみ）（終了）
- 7つの市町と共に（終了）
- 大垣ケーブルテレビ開局30周年記念（ - 2023年3月）（D01編成）（終了）
- 2代目つなぐハローキティ列車!（TQ03編成）（終了）
- 養老公園県営100周年記念（TQ01編成、D24編成）（終了）
- さようなら系統板（D03編成、D11編成 - D13編成、D23編成、D25編成）（終了）
- 借別D14（D14編成）（終了）
- JRF系統板（終了）
- 祝!令和（D12編成のみ掲出）（終了）
- D×TQバトンタッチイベント（終了）
- 復刻ラビットカー記念系統板（終了）
- 大垣きゅん物語（終了）
- 養老線全線開通100周年（D21編成、D24編成のみ）（終了）
- HAPPYnewyear（D01、D02、D21、D24編成）（終了）
- バッファローズ号（イベントのみ使用）
- 全席シートベルト（D25編成）（終了）
- 養老鉄道まつり2022（2022年の養老鉄道まつりで走った貸切列車のみに掲出）（終了）
- 養老鉄道まつり2023（D06編成、D24編成）（終了）
- 養老鉄道×シナモロールとみんなでつなぐトレイン（D24編成）（終了）
- 快速急行 上本町（イベント時のみ使用）
- 塩浜（イベント時のみ使用）
- 準急 名古屋（イベント時のみ使用）
- 鮮魚列車 （イベント時のみ使用）
- たにぐみ盆梅展号（終了）
- 養老鉄道×シナモロール （終了）
- ようろう号（4月6日のみ使用）
- 東方開業60周年記念（使用終了）
- 冷酒列車（夏季時のみ使用）
- ビール列車（夏季時のみ使用）
- 養老鉄道まつり2024（終了）
- 養老鉄道まつり2025（D01編成、D02編成）（終了）

### 方向幕
| 近鉄車 - ワンマン桑名 - ワンマン大垣 - ワンマン揖斐 - ワンマン駒野（桑名、大垣駅発の終電前のみ使用） - ワンマン養老（大垣駅発の終電前と終電のみ使用） - ワンマン石津（2018年から使用中止） - ワンマン美濃松山（桑名駅発の終電のみ使用） - ワンマン多度（2018年から使用中止） - 回送 - 試運転 - 貸切 - 白幕 | 東急車 - 桑名 - 大垣 - 西大垣（昼間時間帯の一部列車のみ使用） - 揖斐 - 駒野（桑名駅、大垣駅発の終電前のみ使用） - 養老（大垣駅発の終電と終電前のみ使用） - 石津（使用中止） - 美濃松山（桑名駅発の終電のみ使用） - 多度（使用中止） - 渋谷（使用中止 貸切時のみ使用） - 蒲田（使用中止 貸切時のみ使用） - 五反田（使用中止 貸切時のみ使用） - 急行 大垣（使用中止 イベント時のみ使用） - 急行 桑名（使用中止 イベント時のみ使用） - 猫カフェ列車（使用中止 イベント時のみ使用） - 養老鉄道（使用中止 イベント時のみ使用） - 薬膳列車（2019年から使用停止） - 回送 - 試運転 - 貸切（貸切時のみ使用） |

## 車両基地
西大垣駅構内に所在。車庫内で車両の列車検査・月検査を施工するが、定期検査（全般検査・重要部検査）を行う施設が無いため、定期検査時は車両の台車を東方台車振替場（桑名）にて標準軌用仮台車に履き替え、電動貨車モト90形（モト94・96）に牽引されて塩浜検修車庫に回送した上で検査を実施する（正台車はモト94・96の荷台に積まれる）。

## 駅一覧
- 普通列車のみ運転、全列車が各駅に停車。
- 駅員が配備されている駅は*印を付ける。
- 線路（全線単線） … ◇：列車交換可、｜・※：列車交換不可（※：スイッチバック駅）
  - ※：桑名・揖斐両方面の同時入線・出発が可能。ただし、渡り線が片方向のみであるため列車交換はできない。

| 駅名       | 駅間 キロ | 営業 キロ | 接続路線                                                                                     | 線路 | 所在地        | 所在地        | 所在地        |
| ---------- | --------- | --------- | -------------------------------------------------------------------------------------------- | ---- | ------------- | ------------- | ------------- |
| 桑名駅*    | -         | 0.0       | 東海旅客鉄道：CJ 関西本線 (CJ07) 近畿日本鉄道：E 名古屋線 (E13) 三岐鉄道：北勢線（西桑名駅） | ｜   | 三重県 桑名市 | 三重県 桑名市 | 三重県 桑名市 |
| 東方信号場 | 0.7       | 0.7       |                                                                                              | ｜   | 三重県 桑名市 | 三重県 桑名市 | 三重県 桑名市 |
| 播磨駅     | 0.9       | 1.6       |                                                                                              | ｜   | 三重県 桑名市 | 三重県 桑名市 | 三重県 桑名市 |
| 下深谷駅*  | 2.4       | 4.0       |                                                                                              | ◇    | 三重県 桑名市 | 三重県 桑名市 | 三重県 桑名市 |
| 下野代駅   | 2.6       | 6.6       |                                                                                              | ｜   | 三重県 桑名市 | 三重県 桑名市 | 三重県 桑名市 |
| 多度駅*    | 2.0       | 8.6       |                                                                                              | ◇    | 三重県 桑名市 | 三重県 桑名市 | 三重県 桑名市 |
| 美濃松山駅 | 3.3       | 11.9      |                                                                                              | ◇    | 岐阜県        | 海津市        | 海津市        |
| 石津駅     | 2.3       | 14.2      |                                                                                              | ｜   | 岐阜県        | 海津市        | 海津市        |
| 美濃山崎駅 | 2.0       | 16.2      |                                                                                              | ◇    | 岐阜県        | 海津市        | 海津市        |
| 駒野駅*    | 3.6       | 19.8      |                                                                                              | ◇    | 岐阜県        | 海津市        | 海津市        |
| 美濃津屋駅 | 4.7       | 24.5      |                                                                                              | ◇    | 岐阜県        | 海津市        | 海津市        |
| 養老駅*    | 4.3       | 28.8      |                                                                                              | ◇    | 岐阜県        | 養老郡 養老町 | 養老郡 養老町 |
| 美濃高田駅 | 3.0       | 31.8      |                                                                                              | ◇    | 岐阜県        | 養老郡 養老町 | 養老郡 養老町 |
| 烏江駅     | 2.7       | 34.5      |                                                                                              | ｜   | 岐阜県        | 養老郡 養老町 | 養老郡 養老町 |
| 大外羽駅   | 1.5       | 36.0      |                                                                                              | ｜   | 岐阜県        | 大垣市        | 大垣市        |
| 友江駅     | 1.4       | 37.4      |                                                                                              | ◇    | 岐阜県        | 大垣市        | 大垣市        |
| 美濃青柳駅 | 2.0       | 39.4      |                                                                                              | ｜   | 岐阜県        | 大垣市        | 大垣市        |
| 西大垣駅*  | 1.8       | 41.2      |                                                                                              | ◇    | 岐阜県        | 大垣市        | 大垣市        |
| 大垣駅*    | 1.8       | 43.0      | 東海旅客鉄道：CA 東海道本線 (CA77) 樽見鉄道：樽見線 (TR01)                                   | ※    | 岐阜県        | 大垣市        | 大垣市        |
| 室駅       | 1.1       | 44.1      |                                                                                              | ｜   | 岐阜県        | 大垣市        | 大垣市        |
| 北大垣駅   | 1.3       | 45.4      |                                                                                              | ｜   | 岐阜県        | 大垣市        | 大垣市        |
| 東赤坂駅   | 2.1       | 47.5      |                                                                                              | ◇    | 岐阜県        | 安八郡 神戸町 | 安八郡 神戸町 |
| 広神戸駅   | 2.8       | 50.3      |                                                                                              | ｜   | 岐阜県        | 安八郡 神戸町 | 安八郡 神戸町 |
| 北神戸駅   | 1.6       | 51.9      |                                                                                              | ｜   | 岐阜県        | 安八郡 神戸町 | 安八郡 神戸町 |
| 池野駅     | 1.6       | 53.5      |                                                                                              | ◇    | 岐阜県        | 揖斐郡        | 池田町        |
| 北池野駅   | 0.9       | 54.4      |                                                                                              | ｜   | 岐阜県        | 揖斐郡        | 池田町        |
| 美濃本郷駅 | 0.8       | 55.2      |                                                                                              | ｜   | 岐阜県        | 揖斐郡        | 池田町        |
| 揖斐駅*    | 2.3       | 57.5      |                                                                                              | ｜   | 岐阜県        | 揖斐郡        | 揖斐川町      |

### 廃駅
- 東方駅 - 貨物駅。1991年に東方信号場に変更。桑名 - 播磨間。
- 新室駅 - 1972年7月1日廃止。西大垣 - 大垣間。
- 四軒家駅 - 貨物駅。1927年-1930年廃止。室 - 北大垣間。
- 河間駅 - 貨物駅。1974年4月1日廃止。北大垣 - 東赤坂間。

## 施設
西大垣車庫など、一部の駅施設の隣にイビデンの施設があるが、これは元々前述の揖斐川電気と同じ会社だった頃の名残である。

### 軌道
軌条（レール）は、本線では37・40N・50PS・50Nが使用されている。PCマクラギは烏江駅前後の高架区間以外ほとんど用いられておらず、大半が木マクラギまたは鉄マクラギである。

### 分岐器・転轍器
転轍器は、本線においては電気転轍機と旧式の発条転轍機（列車の車輪で分岐器を転換させバネの力で復位する）が使用される。

### トンネル
石津駅付近にはトンネルが4か所存在する。すべて天井川をくぐるものである。

### 変電所
駒野変電所（整流器出力1500kW）、西大垣変電所（整流器出力1250kW）、広神戸変電所（整流器出力1200kW）の3箇所の変電所があり、ここから電力が供給されている。
桑名駅付近の名古屋線との交差部分には開閉所が設けられ、この開閉所を経由して名古屋線とき電線が接続されている。

### 電路設備
架線はシンプルカテナリー方式である。架線自動張力調整装置（テンションバランサー）が設置されている。
電柱の木柱からコンクリート柱への更新工事が進行中である。
高圧配電線（信号・踏切用の電源線）全線において単相3300V 1回線が架設されている。

### 信号・連動装置

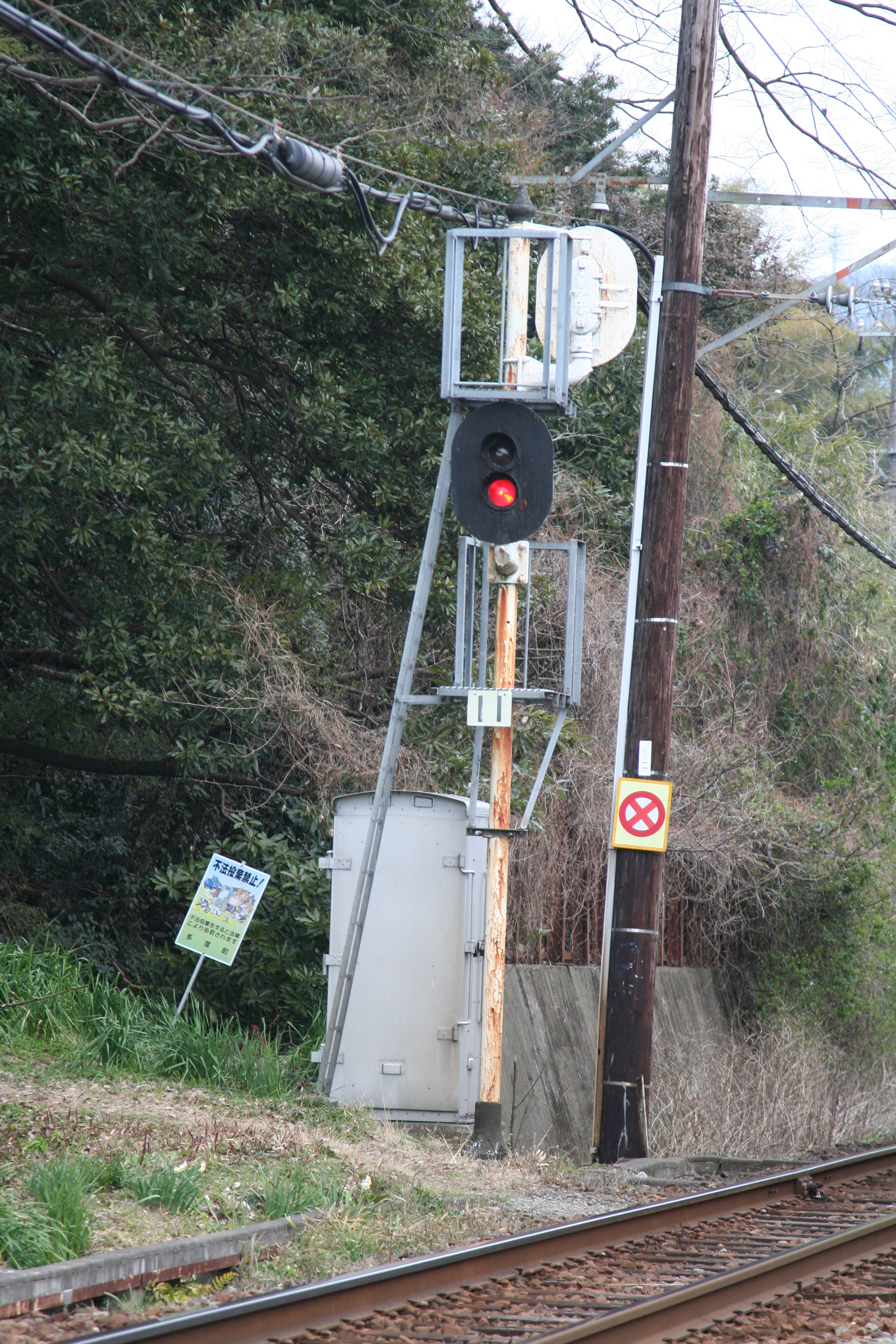
養老線で使用される2位式（Y・R）閉塞信号機（上下方向の信号機を背面に取り付け1本の柱で兼用している）

常置信号機として、主信号機がすべて設置されている。
信号機は、2位式（黄色：Y、赤色：R）が採用されている。G（青色）がないのは、近鉄（養老鉄道・伊賀鉄道を含む）ではY信号の制限速度が65km/hとなっており、また当路線の最高速度も65km/hのためである。
西大垣駅をのぞき、ARCまたはPRCによる進路制御を行っている。
連動装置は、第一種継電連動装置または第三種継電連動装置となっている。

### ATS
多変周式・連続照査型の「近鉄型ATS」を採用している。車両が地上子からの信号を受信・記憶し、車両の速度を常時監視し、速度が超過した場合は直ちに非常ブレーキが動作するシステムになっており、原理上、車両の速度超過は起こり得ない。
ATSの速度制限段としては0・30・45・65km/hの4段となっている。
急曲線・急勾配部分の速度制限箇所の一部には速度超過防止用ATSが備えられている。

### 踏切
第1種踏切（警報機・遮断機付き）および第3種踏切（警報機のみ）の踏切がある。第4種踏切（警報機・遮断機ともなし）はなく、全踏切で自動化されており、近代化が進んでいる。